# Libourne
Cet article possède un paronyme, voir Livourne.
Libourne est une commune du Sud-Ouest de la France située dans le département de la Gironde dont elle est une des sous-préfectures, en région Nouvelle-Aquitaine.
Cette ancienne bastide fondée au XIIIe siècle par Roger de Leybourne, sénéchal de Gascogne pour le roi d'Angleterre, est aujourd'hui la principale ville de l'est du département.
Forte de 24 668 habitants en 2022, au cœur d'une unité urbaine de 34 856 habitants en 2012 et d'une aire urbaine de 36 144 habitants, elle s'inscrit dans l'axe Arcachon-Bordeaux-Libourne, aire métropolitaine concentrant près de 1 250 000 habitants.
La cité, qui s'est développée au confluent de l'Isle et de la Dordogne, au centre d'une riche région viticole, est dès l'origine un port important par où transitent des marchandises en provenance de toute l'Europe.
Longtemps deuxième ville du nord de la Guyenne après Bordeaux, elle est sa rivale en matière de commerce ou de fiscalité. Importante ville de garnison (elle abritera notamment plusieurs régiments de cavalerie et d'infanterie, ainsi que l'école nationale des officiers de réserve de santé) jusqu'à une date assez récente, elle est aujourd'hui un pôle économique et commercial rayonnant sur le nord du département, fortement influencé par une agglomération bordelaise en constante progression.
Commune péri-métropolitaine de Bordeaux, Libourne s'est dotée en 2015 d'un projet urbain, « Libourne 2025-La Confluente », pour accompagner son développement de manière coordonnée.
Libourne compte également sur un patrimoine monumental varié : pont de pierre, église Saint Jean-Baptiste, tour du Grand Port, hôtel de ville, immeubles à arcades de la place Royale, témoignent ainsi de la prospérité de la ville au cours des siècles.

## Géographie

### Localisation
1. Carte dynamique
2. Carte Openstreetmap
3. Carte topographique
4. Carte avec les communes environnantes

La ville de Libourne se trouve au confluent de l'Isle et de la Dordogne, au cœur des célèbres vignobles de Saint-Émilion et de Pomerol.

### Communes limitrophes
Libourne est limitrophe de neuf autres communes.
Les communes limitrophes sont Les Billaux, Génissac, Arveyres, Fronsac, Lalande-de-Pomerol, Moulon, Pomerol, Saillans et Saint-Émilion.
| Saillans | Les Billaux | Lalande-de-Pomerol Pomerol |
| Fronsac  | Libourne    | Saint-Émilion              |
| Arveyres | Génissac    | Moulon                     |

### Géologie et relief
La commune se compose de 913,31 hectares de territoires artificialisés (44,16 %), 896,41 hectares de territoires agricoles (43,35 %), 45,72 hectares de forêts et milieux semi-naturels (2,21 %) et 212,44 hectares de surfaces en eau (10,27 %).
La zone géographique de l'appellation d’origine contrôlée « Fronsac », s’étend sur le territoire de 7 communes situées au nord-ouest de la ville de Libourne au confluent de l'Isle et de la Dordogne.

### Hydrographie et les eaux souterraines

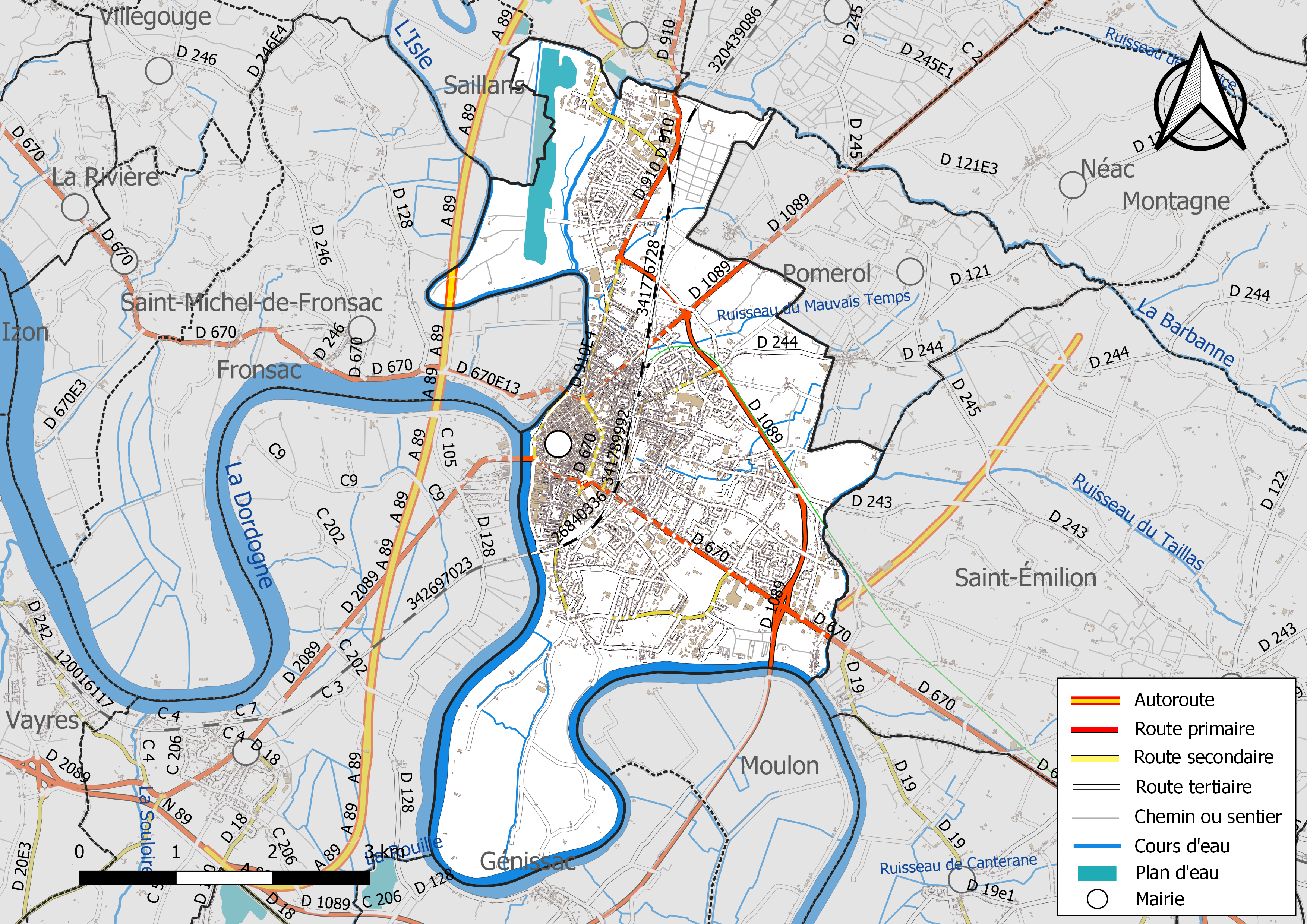
Réseaux hydrographique et routier de Libourne.

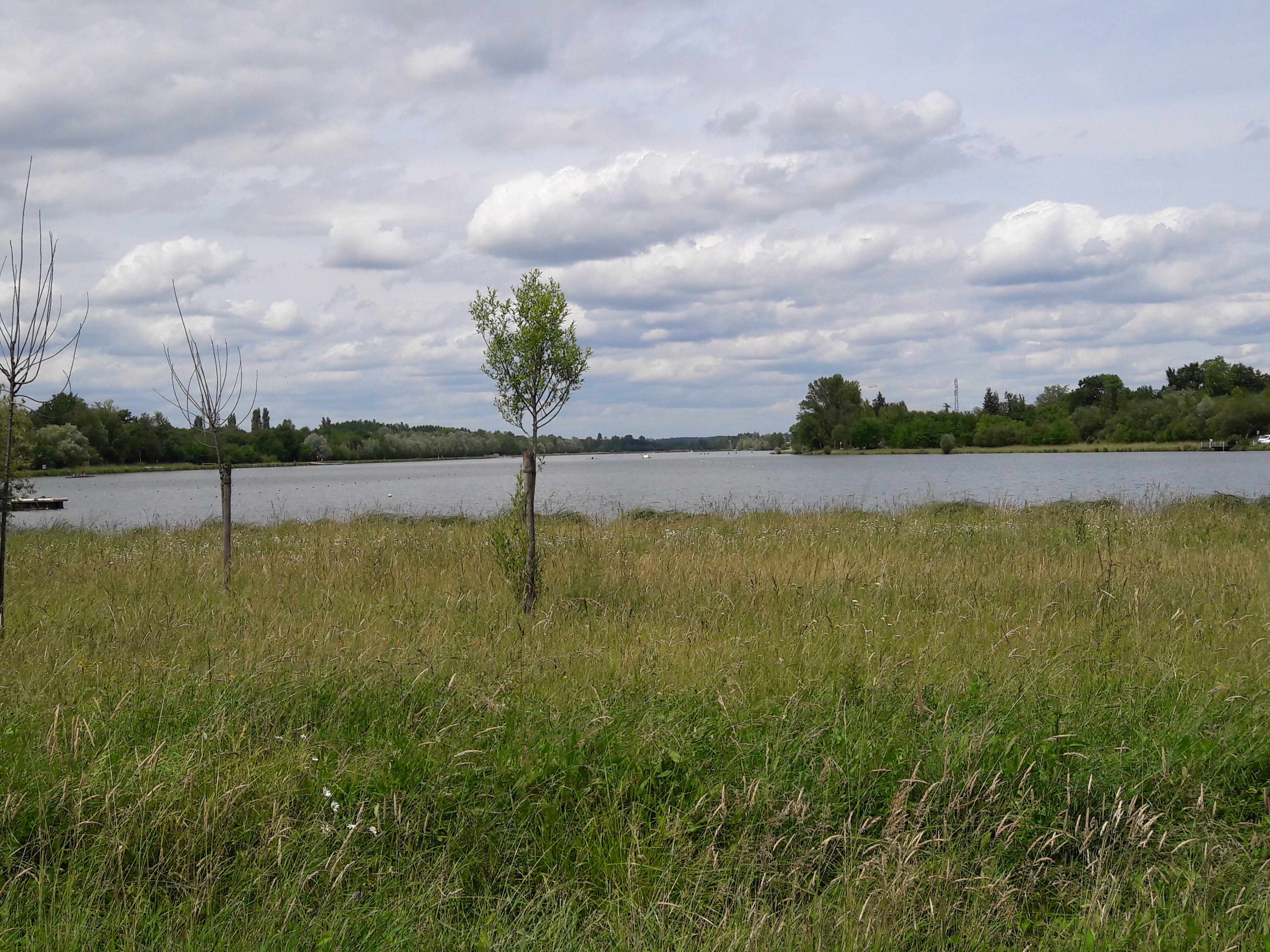
Lac des Dagueys.

Cours d'eau traversant la commune :
- La Dordogne,
- Rivière l'Isle,
- le Ruisseau du Mauvais Temps.
- Lac des Dagueys.

Données des points de suivi piézométrique, Rapport Bureau de recherches géologiques et minières (BRGM)/RP-67495-FR rédigé dans le cadre du programme « Contrôle qualité et gestion des nappes souterraines de Gironde ».
Système d’information pour la gestion des eaux souterraines en Aquitaine (SIGES)

### Climat
Pour des articles plus généraux, voir Climat de la Nouvelle-Aquitaine et Climat de la Gironde.
Historiquement, la commune est exposée à un climat océanique aquitain.
En 2020, Météo-France publie une typologie des climats de la France métropolitaine dans laquelle la commune est exposée à un climat océanique et est dans la région climatique  Aquitaine, Gascogne, caractérisée par une pluviométrie abondante au printemps, modérée en automne, un faible ensoleillement au printemps, un été chaud (19,5 °C), des vents faibles, des brouillards fréquents en automne et en hiver et des orages fréquents en été (15 à 20 jours).
Pour la période 1971-2000, la température annuelle moyenne est de 13,3 °C, avec une amplitude thermique annuelle de 14,6 °C. Le cumul annuel moyen de précipitations est de 871 mm, avec 11,8 jours de précipitations en janvier et 6,1 jours en juillet. Pour la période 1991-2020, la température moyenne annuelle observée sur la station météorologique la plus proche, située sur la commune de Saint-Émilion à 7 km à vol d'oiseau, est de 13,9 °C et le cumul annuel moyen de précipitations est de 798,1 mm,. Pour l'avenir, les paramètres climatiques de la commune estimés pour 2050 selon différents scénarios d’émission de gaz à effet de serre sont consultables sur un site dédié publié par Météo-France en novembre 2022.

### Milieux naturels et biodiversité
Espaces naturels :
- Deux espace protégé hors Natura 2000 Bassin De La Dordogne :

Réserve de Biosphère, zone tampon,
Réserve de Biosphère, zone de transition.
- Deux espaces protégés Natura 2000 :

La Dordogne,
Vallée de l'Isle de Périgueux à sa confluence avec la Dordogne.
- Quatre zones naturelles d'intérêt écologique, faunistique et floristique (Znieff) :

Frayère du Pinson,
L'Isle du barrage de Laubardemont à Libourne et sa vallée Bocagerie,
Marais Brizard et zone Boragère de Saillans,
La Dordogne.

#### Natura 2000
La Dordogne est un site du réseau Natura 2000 limité aux départements de la Dordogne et de la Gironde, et qui concerne les 104 communes riveraines de la Dordogne, dont Libourne,. Seize espèces animales et une espèce végétale inscrites à l'annexe II de la directive 92/43/CEE de l'Union européenne y ont été répertoriées.

#### ZNIEFF
Libourne fait partie des 102 communes concernées par la zone naturelle d'intérêt écologique, faunistique et floristique (ZNIEFF) de type II « La Dordogne »,, dans laquelle ont été répertoriées huit espèces animales déterminantes et cinquante-sept espèces végétales déterminantes, ainsi que quarante-trois autres espèces animales et trente-neuf autres espèces végétales.

## Urbanisme

### Typologie
Au 1er janvier 2024, Libourne est catégorisée centre urbain intermédiaire, selon la nouvelle grille communale de densité à sept niveaux définie par l'Insee en 2022.
Elle appartient à l'unité urbaine de Libourne, une agglomération intra-départementale regroupant dix  communes, dont elle est ville-centre,,. Par ailleurs la commune fait partie de l'aire d'attraction de Libourne, dont elle est la commune-centre,. Cette aire, qui regroupe 24 communes, est catégorisée dans les aires de 50 000 à moins de 200 000 habitants,.

### Occupation des sols

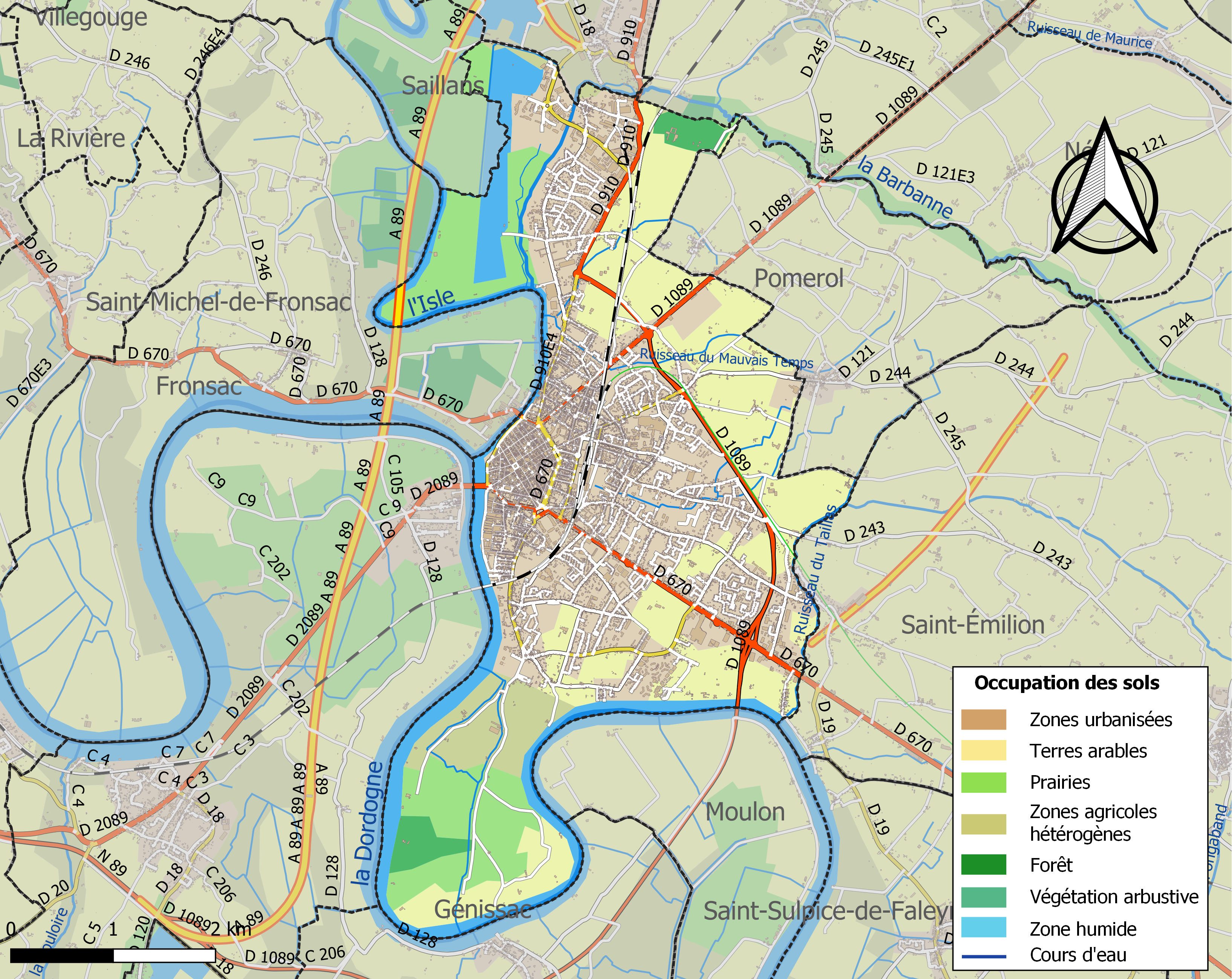
Carte des infrastructures et de l'occupation des sols de la commune en 2018 (CLC).

L'occupation des sols de la commune, telle qu'elle ressort de la base de données européenne d’occupation biophysique des sols Corine Land Cover (CLC), est marquée par l'importance des territoires artificialisés (44,1 % en 2018), en augmentation par rapport à 1990 (42,7 %). La répartition détaillée en 2018 est la suivante : 
zones urbanisées (37,7 %), cultures permanentes (27,1 %), prairies (11,4 %), eaux continentales (10,4 %), zones industrielles ou commerciales et réseaux de communication (6,4 %), zones agricoles hétérogènes (4,9 %), forêts (2,2 %). L'évolution de l’occupation des sols de la commune et de ses infrastructures peut être observée sur les différentes représentations cartographiques du territoire : la carte de Cassini (XVIIIe siècle), la carte d'état-major (1820-1866) et les cartes ou photos aériennes de l'IGN pour la période actuelle (1950 à aujourd'hui).
La ville dispose d'un plan local d'urbanisme dont la dernière procédure a été approuvée le 24 mars 2022.

### Voies de communication et transports

#### Infrastructures routières
Libourne est située sur l'axe allant de Bordeaux à Clermont-Ferrand. L'A89 permet de faciliter les communications entre l'Aquitaine et l'Auvergne, Lyon et la Suisse. L'autoroute contourne la ville par l'ouest via le viaduc des Barrails et le viaduc du Mascaret.
La ville se situe à 31 km par la route nationale 89 (voie express à 2×2 voies) du centre de Bordeaux et à 98 km d'Arcachon.

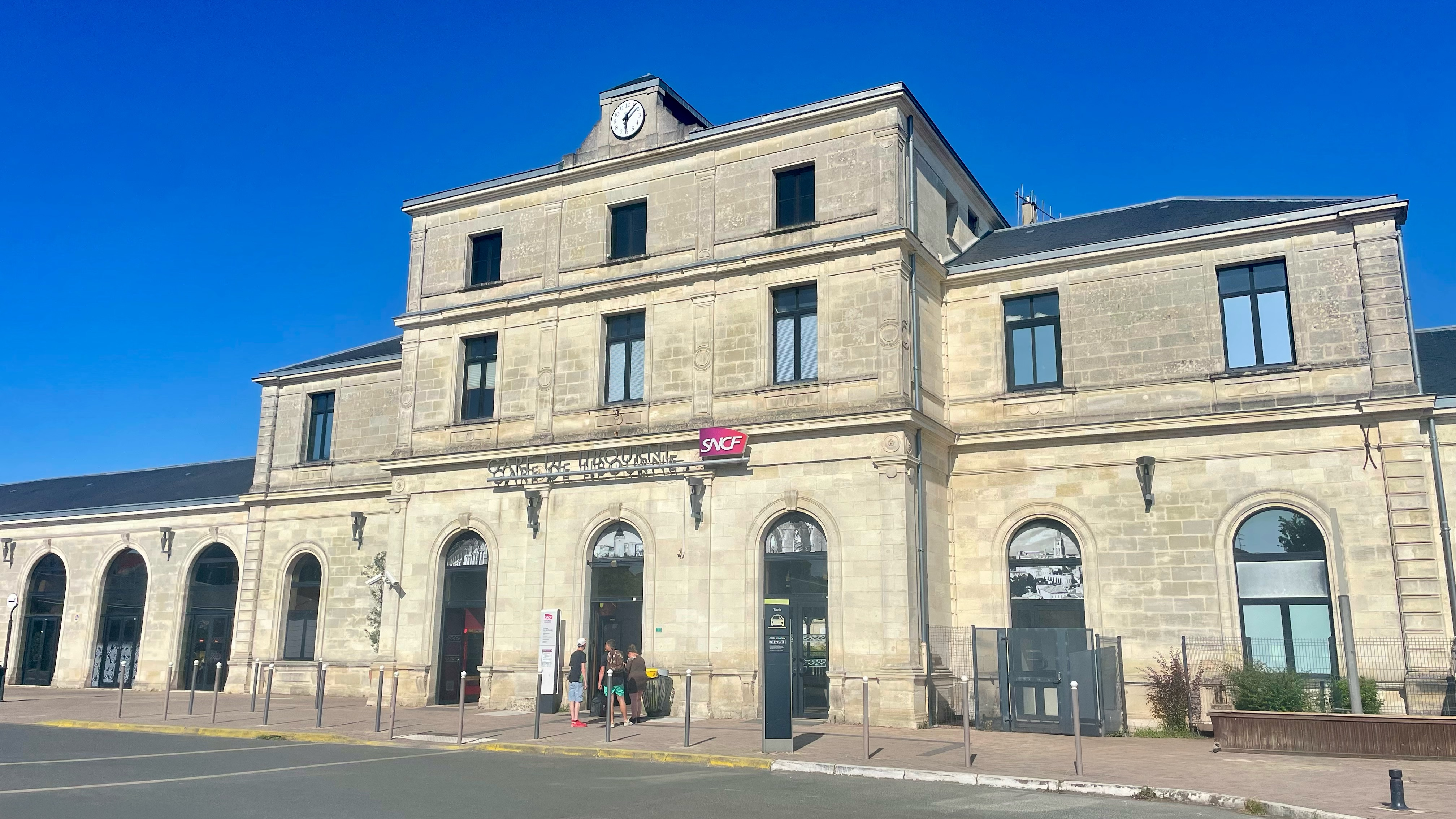
Gare de Libourne.

#### Infrastructures ferroviaires
Contrairement à la ligne TGV Atlantique de Paris à Bordeaux, la ligne classique Paris-Bordeaux, la ligne de Libourne au Buisson et la ligne de Lyon à Bordeaux passent par la gare de Libourne.

#### Transports en commun
Libourne possède 9 lignes de bus :
- 4 lignes urbaines
- 5 lignes non-urbaines.

La municipalité, après avoir rendu gratuit l'usage du réseau pour les moins de 18 ans depuis le 1er janvier 2009, a généralisé cette gratuité des transports en commun à l'ensemble des Libournais à compter du 28 août 2010,
- Calibus + : le service TAD de Libourne[36].

La refonte 2019 du réseau répartit désormais les lignes en différents groupes 3 :
- Le réseau Calibus
  - 4 lignes urbaines
  - 2 navettes de centre-ville à Libourne et Coutras
  - 6 lignes non-urbaines
- Le réseau à la demande Calibus+
  - 5 lignes de transport de proximité
  - un service de transport à la demande PMR/seniors
- Les lignes scolaires : elles ne font pas partie à proprement parler du réseau Calibus mais sont gérées par son AOT.

#### Ports
- Le port de Libourne - Saint-Émilion[37].
- Port de Bordeaux.

#### Transports aériens
- Aéroport de Bordeaux-Mérignac à 44,5 km[38].
- Aérodrome Les Artigues-de-Lussac[39],[40].

#### Politique cyclable
Libourne lance en 2016 le service Lib'Cycle et choisi le prestataire Cyclocom pour gérer une flotte de 100 vélos en libre-service à la journée. En décembre 2021, le prestataire se retire de Libourne et la ville fait évoluer son offre. Le 3 janvier 2022, une nouvelle version du service est lancée, avec 28 vélos reconditionnés disponibles en libre-service gratuitement pour 12h dans 11 stations de la ville. La réservation se fait par le biais de Fredo App, service spécialisé en gestion de flotte de vélos, et l'entretien est réalisé par La Recyclerie du Libournais, association spécialisée en recyclage et partenaire de la ville.
Cette offre s'inscrit dans la stratégie d'aménagement de la ville de Libourne, dont la Bastide (quartier centre) a été transformée en zone 30 avec double-sens cyclable à partir de juin 2021.
Le plan vélo 2020-2024 de la municipalité prévoit le développement de 6 km de pistes cyclables supplémentaires, la création d'un Réseau Express Vélo (REV) pour desservir la périphérie, la mise en place de véloboxs sécurisés et la création d'un abri vélo devant la gare pouvant accueillir 36 vélos et charger 6 VAE.

### Risques majeurs
Le territoire de la commune de Libourne est vulnérable à différents aléas naturels : météorologiques (tempête, orage, neige, grand froid, canicule ou sécheresse), inondations et séisme (sismicité faible). Il est également exposé à un risque technologique, la rupture d'un barrage. Un site publié par le BRGM permet d'évaluer simplement et rapidement les risques d'un bien localisé soit par son adresse soit par le numéro de sa parcelle.

#### Risques naturels
La commune fait partie du territoire à risques importants d'inondation (TRI) de Libourne, regroupant les 20 communes concernées par un risque de submersion marine ou de débordement de la Dordogne, un des 18 TRI qui ont été arrêtés fin 2012 sur le bassin Adour-Garonne. Les événements significatifs aux XIXe et XXe siècles sont les crues de 1843 (6,80 m l'échelle de Libourne), de 1866 (6,40 m) et du 10 février 1944 (6,38 m) et du 27 décembre 1999 (6,36 m). Au XXIe siècle, les événements les plus marquants sont les crues de mars 2010 (5,55 m) et du 31 janvier 2014 (5,97 m). Des cartes des surfaces inondables ont été établies pour trois scénarios : fréquent (crue de temps de retour de 10 ans à 30 ans), moyen (temps de retour de 100 ans à 300 ans) et extrême (temps de retour de l'ordre de 1 000 ans, qui met en défaut tout système de protection). La commune a été reconnue en état de catastrophe naturelle au titre des dommages causés par les inondations et coulées de boue survenues en 1982, 1983, 1986, 1988, 1993, 1999, 2000, 2003, 2008, 2009 et 2013,.

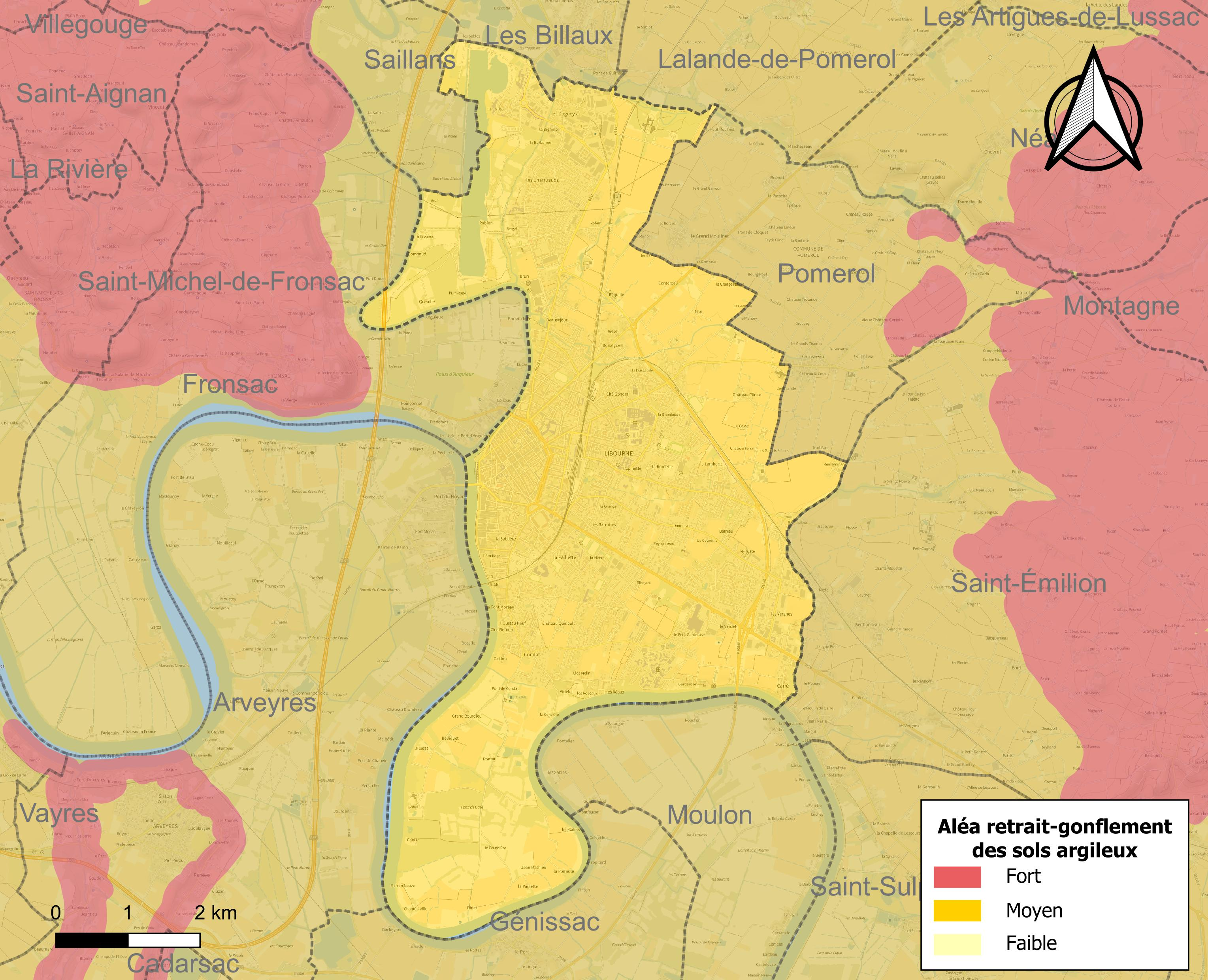
Carte des zones d'aléa retrait-gonflement des sols argileux de Libourne.

Le retrait-gonflement des sols argileux est susceptible d'engendrer des dommages importants aux bâtiments en cas d’alternance de périodes de sécheresse et de pluie. 99,8 % de la superficie communale est en aléa moyen ou fort (67,4 % au niveau départemental et 48,5 % au niveau national). Sur les 7 838 bâtiments dénombrés sur la commune en 2019, 7 838 sont en aléa moyen ou fort, soit 100 %, à comparer aux 84 % au niveau départemental et 54 % au niveau national. Une cartographie de l'exposition du territoire national au retrait gonflement des sols argileux est disponible sur le site du BRGM,.
Par ailleurs, afin de mieux appréhender le risque d’affaissement de terrain, l'inventaire national des cavités souterraines permet de localiser celles situées sur la commune.
Concernant les mouvements de terrains, la commune a été reconnue en état de catastrophe naturelle au titre des dommages causés par la sécheresse en 2003 et 2011 et par des mouvements de terrain en 1999.
La commune a été sélectionnée pour accueillir la quatrième base nationale de la Sécurité civile, visant à se préparer face à la multiplication des catastrophes naturelles, en premier lieu les feux de forêt.

#### Risques technologiques
La commune est en outre située en aval du  barrage de Bort-les-Orgues, un ouvrage sur la Dordogne de classe A soumis à Plan particulier d'intervention (PPI), disposant d'une retenue de 477 millions de mètres cubes. À ce titre elle est susceptible d’être touchée par l’onde de submersion consécutive à la rupture de cet ouvrage.

## Toponymie
La localité est attestée sous la forme Condate à l'époque romaine. Il s'agit du gaulois condate « confluent » qui a donné les nombreux Condé, Candé du nord de la France, Condat etc. du sud. Elle est effectivement située au confluent de l'Isle et de la Dordogne.
C'est à partir de 1275 est mentionné le nom de Leyburne.
Il s'agit d'un seigneur anglais Roger de Leybourne, gouverneur de Gascogne au XIIIe siècle et qui tient son qualificatif du village de Leybourne dans le comté de Kent, qui, sur l'emplacement du village romain de Fozera, en réalisa le tracé en 1270. Au cours des années, son nom fut légèrement altéré. Il se transforma en Libourne.
En gascon, le nom de la commune est Liborna.
Ses habitants sont appelés les Libournais.

## Histoire
À l'époque de sa fondation, la vocation de Libourne était celle d'un port maritime pour le commerce du vin et fluvial pour le commerce du bois, ultime destination des gabares descendant la Dordogne chargées, entre autres, de bois de noisetier destiné aux vignobles.
La bastide de Libourne, au confluent de la Dordogne et de l’Isle, avec un port fluvial et maritime sur la Dordogne, a été conçue en 1268-1270 pour devenir le débouché naturel des vins de la vallée de la Dordogne – vins du Saint-Émilionnais, du Bergeracois, etc. – exportés dès la fin du XIIIe siècle en Angleterre. Les rois d’Angleterre octroyèrent à la ville de Libourne, de même qu’ils l’avaient fait pour Bordeaux, une « coutume » exemptant de droits de douane l’exportation de ces vins. La grande période de ce trafic se situe entre 1305 et 1336.
Pour la petite histoire, il se dit que le pavage du port est en pierre anglaise transportée dans les bateaux qui venaient chercher du vin. En effet, ceux-ci ne pouvant venir d'Angleterre à vide, il fallait les lester pour qu'ils puissent naviguer sur l'Atlantique.
Libourne fait partie du type de villes construites autour d'une place entourée d'arcades pour créer un marché, les bastides.
De par son adhésion, en 1379, à l'hypothétique alliance bordelaise de défense contre les troupes françaises, la ville fortifiée de Libourne aurait été qualifiée de filleule de Bordeaux, alliance qui aurait favorisé de nombreux échanges commerciaux avec la capitale girondine. L'existence de cette alliance est désormais contestée, aucun document médiéval ne prouvant son existence. Seul aurait été signé un accord entre Bordeaux et Bourg, en juillet 1379, tandis que la prétendue ligue serait une invention postérieure du XVIIe siècle, issue d'une relecture mémorielle des relations entre les villes concernées
Afin de la récompenser de sa « fidélité » (davantage pour se l'attacher définitivement, Libourne ayant été plus fidèle aux Anglais qu'aux Français durant la guerre de Cent Ans) Louis XI confirma encore ses privilèges par les lettres patentes en octobre 1461 ainsi qu'en juin 1472 à la suite de la mort du duc de Guyenne, son frère,,.
Libourne est touchée par la révolte des pitauds en 1548 : en 1541, la gabelle est imposée à la Saintonge et à l’Angoumois, provinces qui ne payaient pas cet impôt sur le sel. La révolte éclate près d’Angoulême, et Libourne est prise par les révoltés pendant l’été.

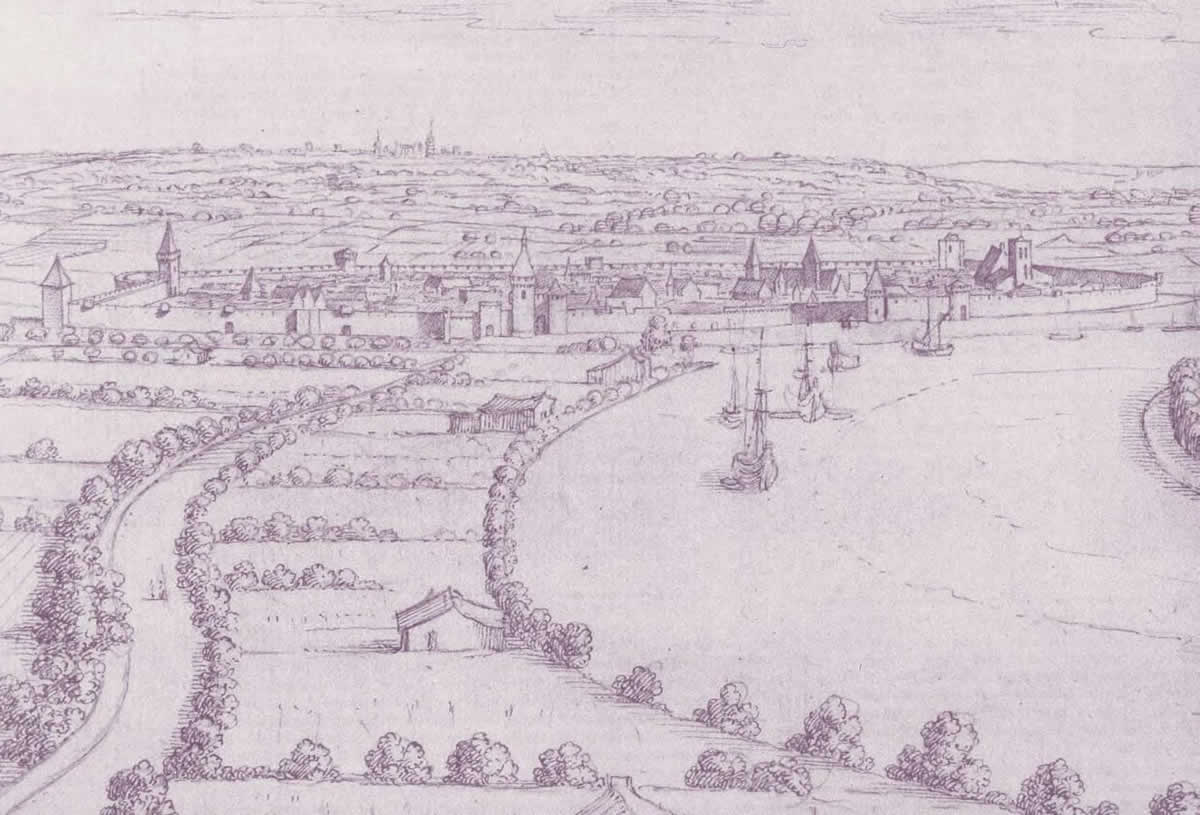
Libourne, vue depuis le tertre de Fronsac, dessin à la plume d’Herman van der Hem, vers 1640.

Lors des guerres de la Fronde (1648 à 1652), Bernard de Nogaret de La Valette, duc d'Épernon gouverneur de Guyenne, fit fortifier Libourne dans le but d’affaiblir Bordeaux dont les échanges dépendaient de deux fleuves, la Garonne mais aussi la Dordogne. La ville est à nouveau assiégée par les troupes françaises en 1652.
Le commerce du port de Libourne, de même que celui de Bordeaux, eut à souffrir du blocus continental opéré lors de la guerre de la Ligue d’Augsbourg (1688-1697) par les Puissances maritimes (Angleterre, Provinces-Unies, Empire et Espagne). Pour avoir du vin, elles firent appel davantage qu’auparavant au Portugal et à l’Espagne. Après la révocation de l'édit de Nantes (1685), la « diaspora » des protestants a renoué des liens commerciaux privilégiés, ainsi entre Bergerac et la Hollande (les vins de Bergerac étaient expédiés depuis Libourne).
À l’époque de Tourny, intendant de Guyenne au milieu du XVIIIe siècle, Libourne se dota d’allées, de fontaines, de lavoirs et améliora ses quais et ses ports.
Le 19 août 1944, la garnison allemande de Périgueux décide donc de se replier vers Libourne par la RN 89.
C’est une colonne de plusieurs milliers d’hommes (soldats, civils, état-major) qui prend la route sous le commandement du colonel Sternkopf, qui avait travaillé avec le capitaine de la Gestapo Michael Hambrecht.
Le 28 août 1944, la garnison allemande, forte de 260 hommes armés de mitrailleuses lourdes, de canons, de tanks, sort de la caserne Proteau. Après plusieurs négociations, le commandant Angelini, connu sous le nom de commandant Louis, un des chefs des Forces françaises d’intervention (FFI), a finalement obtenu la reddition des Allemands. Aboutissement de plusieurs années de lutte.
C’est quelques jours avant, le 26 exactement, que l’Oberleutnant Moz accepte un premier ultimatum du commandant Louis. c’est dans une ville pavoisée aux couleurs nationales que les partisans des différents maquis défilent. Vêtus de leurs habits de civils, ils arborent avec fierté leur brassard et leur modeste armement. c’est dans une ambiance de liesse populaire, qu’est créé le Bataillon FFI « Le Libournais », composé de l’ensemble des forces de la résistance, et mis sous le commandement du commandant Jean Bernadet. Ces hommes continueront la Libération de la France et sur les poche de Royan et de la pointe de Grave.
Libourne, commune péri-métropolitaine de Bordeaux, s'est dotée en 2015 d'un projet urbain, « Libourne 2025-La Confluente », pour accompagner son développement de manière coordonnée. Cinq sites de projet majeurs sont mis en valeur : la revitalisation du cœur de la bastide, l'aménagement des quais de la confluence et le développement du Port de Libourne-Saint-Émilion, la reconversion des casernes en pôle événementiel et hôtelier, la gare-Épinette et son pôle multimodal, le site naturel des Dagueys avec son centre aquatique et son pôle nautique.

## Politique et administration

### Liste des maires
| Période       | Période                   | Identité           | Étiquette             | Qualité |
| ------------- | ------------------------- | ------------------ | --------------------- | --- |
| mai 1945      | octobre 1947              | Jean Bernardet     | SFIO                  | Ingénieur des travaux publics et viticulteur Conseiller général de Libourne (1945 → 1949 et 1955 → 1979) |
| octobre 1947  | mars 1959                 | Abel Boireau       | DVD-RGR               | Docteur en droit, avocat à la Cour d'appel de Bordeaux Conseiller général de Libourne (1949 → 1955) |
| mars 1959     | octobre 1979 (décès)      | Robert Boulin      | UNR puis UDR puis RPR | Avocat Secrétaire d'État (1961 → 1968) puis ministre (1968 → 1973 et 1976 → 1979) Député de la Gironde (9e circ.) (1958 → 1961 et 1973 → 1976) Conseiller régional d'Aquitaine (1973 → 1979)                                                                                     |
| décembre 1979 | mars 1989                 | André Teurlay      | UDF-PR                | Commerçant en gros, président de la CCI de Libourne Premier adjoint au maire (1977 → 1979) Conseiller général de Libourne (1979 → 1998) |
| mars 1989     | novembre 2011 (démission) | Gilbert Mitterrand | PS                    | Assistant d'université Député de la Gironde (1981 → 1993 et 1997 → 2002) Conseiller général de Libourne (2004 → 2011) Vice-président du conseil général de la Gironde (2004 → 2011) Conseiller régional d'Aquitaine (1981 → 1989) Président de la CA du Libournais (2012 → 2014) |
| novembre 2011 | En cours (au 25 mai 2020) | Philippe Buisson   | PS puis DVG           | Conseiller régional d'Aquitaine (2004 → 2015) Vice-président du conseil régional d'Aquitaine Vice-président de la CC du Nord Libournais (2010 → 2011) Vice-président de la CA du Libournais (2012 → 2014) Président de la CA du Libournais (2014 → )                             |

### Jumelages
Au 26 novembre 2012, Libourne est jumelée avec :
- Schwandorf (Allemagne) depuis 1965 ;
- Keynsham (Grande-Bretagne) depuis 1977 ;
- Logroño (Espagne) depuis 1979 ;
- Montechiarugolo (Italie) depuis 2022[73].
- Partenariat sans jumelage :  Pu'er (Chine) depuis 2012[74] ;

## Population et société

### Démographie

#### Évolution démographique
L'évolution du nombre d'habitants est connue à travers les recensements de la population effectués dans la commune depuis 1793. Pour les communes de plus de 10 000 habitants les recensements ont lieu chaque année à la suite d'une enquête par sondage auprès d'un échantillon d'adresses représentant 8 % de leurs logements, contrairement aux autres communes qui ont un recensement réel tous les cinq ans,.

En 2022, la commune comptait 24 668 habitants, en évolution de −0,85 % par rapport à 2016 (Gironde : +6,91 %, France hors Mayotte : +2,11 %).
| 1793  | 1800  | 1806  | 1821  | 1831  | 1836  | 1841  | 1846   | 1851   |
| ----- | ----- | ----- | ----- | ----- | ----- | ----- | ------ | ------ |
| 9 100 | 8 076 | 8 293 | 8 787 | 9 838 | 9 714 | 9 814 | 11 813 | 12 650 |

| 1856   | 1861   | 1866   | 1872   | 1876   | 1881   | 1886   | 1891   | 1896   |
| ------ | ------ | ------ | ------ | ------ | ------ | ------ | ------ | ------ |
| 13 290 | 13 565 | 14 639 | 14 960 | 15 231 | 15 981 | 16 736 | 17 867 | 18 016 |

| 1901   | 1906   | 1911   | 1921   | 1926   | 1931   | 1936   | 1946   | 1954   |
| ------ | ------ | ------ | ------ | ------ | ------ | ------ | ------ | ------ |
| 19 175 | 19 323 | 20 085 | 18 083 | 18 453 | 19 103 | 19 491 | 20 166 | 19 474 |

| 1962   | 1968   | 1975   | 1982   | 1990   | 1999   | 2006   | 2011   | 2016   |
| ------ | ------ | ------ | ------ | ------ | ------ | ------ | ------ | ------ |
| 19 834 | 22 123 | 21 651 | 22 119 | 21 012 | 21 761 | 23 296 | 23 681 | 24 880 |

| 2021   | 2022   | - | - | - | - | - | - | - |
| ------ | ------ | - | - | - | - | - | - | - |
| 24 557 | 24 668 | - | - | - | - | - | - | - |

#### Pyramide des âges
La population de la commune est relativement jeune.
En 2018, le taux de personnes d'un âge inférieur à 30 ans s'élève à 34,2 %, soit en dessous de la moyenne départementale (35,9 %). À l'inverse, le taux de personnes d'âge supérieur à 60 ans est de 28,1 % la même année, alors qu'il est de 24,9 % au niveau départemental.
En 2018, la commune comptait 11 126 hommes pour 13 385 femmes, soit un taux de 54,61 % de femmes, largement supérieur au taux départemental (52,06 %).
Les pyramides des âges de la commune et du département s'établissent comme suit.
| Hommes | Classe d’âge | Femmes |
| ------ | ------------ | ------ |
| 0,8    | 90 ou +      | 2,3    |
| 7,6    | 75-89 ans    | 11,0   |
| 15,2   | 60-74 ans    | 18,5   |
| 19,5   | 45-59 ans    | 19,7   |
| 19,3   | 30-44 ans    | 17,2   |
| 17,7   | 15-29 ans    | 16,1   |
| 19,9   | 0-14 ans     | 15,2   |

| Hommes | Classe d’âge | Femmes |
| ------ | ------------ | ------ |
| 0,7    | 90 ou +      | 1,9    |
| 6,7    | 75-89 ans    | 8,9    |
| 15,7   | 60-74 ans    | 16,8   |
| 19,9   | 45-59 ans    | 19,3   |
| 19,9   | 30-44 ans    | 19,2   |
| 19,4   | 15-29 ans    | 18,1   |
| 17,7   | 0-14 ans     | 15,8   |

### Cultes
- église catholique : trois églises (église Saint-Jean-Baptiste, église Notre-Dame de l'Epinette, église Saint-Ferdinand) et plusieurs chapelles (dont la principale est la chapelle de Condat) ;
- temple protestant de Libourne, inauguré en 1869 ;
- synagogue ;
- église évangélique : assemblée de Dieu ;
- mosquée ;
- témoins de Jéhovah.

### Enseignement
Libourne compte plusieurs collèges et lycées :
- Collège Eugène-Atget
- Collège Marguerite-Duras
- Collège des Dagueys
- Collège Saint-Joseph (privé)
- Lycée Max-Linder
- Lycée polyvalent Jean-Monnet
- Lycée professionnel Henri-Brulle
- Lycée Montesquieu (privé)

Ainsi que plusieurs lieux d'enseignement supérieur :
- Un institut de formation en soins infirmiers (IFSI)
- 3 brevets de technicien supérieur (BTS) en établissement public : maintenance industrielle ; management des unités commerciales ; assistant de direction.
- 3 BTS en établissement privé : assistant de gestion PME/PMI ; négociation relation clientèle ; management des unités commerciales.
- le centre de formation de l'Insee (Cefil).
- 1 BTSA technico-commercial.

### Sports
La ville compte un certain nombre de clubs :
- Handball Club Libourne en championnat de France de handball masculin de Nationale 1, soit l'équivalent de la division 3.
- Rugby Club Libournais en championnat de France de rugby à XV de 1re série, soit l'équivalent de la division 8. (L'Union athlétique libournaise a disparu en 2016.)
- Football Club Libourne en Régionale 1 (ex Division d'Honneur) de la Ligue d'Aquitaine de football, soit l'équivalent de la division 6.
- Association Sportive Libournaise Athlétisme ou ASPTT de Libourne dont les filles évoluent en division nationale 2B des championnats de France interclubs d'athlétisme.
- ASL Basket qui évolue en promotion excellence du championnat départemental de Gironde, soit l'équivalent de la division 10.
- Libourne Natation.
- Association Sportive Libournaise de Judo
- Club Nautique de Libourne au Lac des Dagueys, situé sur le site naturel des Dagueys.

Tours de France
- Il est mentionné le passage par Libourne du Tour de France 1903[81] et du Tour de France 1904[82].
- Lors du Tour de France 1957, Libourne est ville d'arrivée de la 20e étape du contre-la-montre individuel Bordeaux-Libourne[83] et de départ de la 21e étape Libourne-Tours[84].
- Lors du Tour de France 1992, un contre-la-montre par équipes se déroule à Libourne lors de la 4e étape[85].
- Lors du Tour de France 2021, Libourne est ville d'arrivée de la 19e étape (départ de Mourenx) et ville de départ de la 20e étape (arrivée à Saint-Émilion).
- Lors du Tour de France 2023, Libourne est ville de départ de la 8e étape.

#### Équipements sportifs
- 7 stades dont :
  - Stade Jean-Antoine-Moueix
  - Stade d'athlétisme Robert-Boulin
- 7 salles et gymnases dont :
  - Palais des sports Georges-Kany
  - Gymnase Jean-Mamère
  - Salle de Gymnastique des Bleus de Saint-Ferdinand
  - Dojo municipal
  - Salle d'escrime René-Legendre
- Piscine municipale
- Hippodrome de Cantereau
- Pôle nautique international des Dagueys

### Santé
Les professionnels et services de santé :
- Médecins,
- Pharmacies,
- Centre hospitalier de Libourne[87],
- Hôpitaux à Branne, Coutras, Castillon-la-Bataille, Créon, Saint-André-de-Cubzac, Artigues-près-Bordeaux, Lormont, Cenon.

### Culture
- Musée des beaux-arts de Libourne qui présente une remarquable collection de peintures, sculptures, dessins etc. datant du XIVe au XXe siècle
- Fest'arts - Festival international des arts de la rue (tous les ans, en août)[88]
- Chapelle du Carmel, ancien couvent de carmélites, expositions temporaires
- Médiathèque municipale Condorcet
- Théâtre Le Liburnia (saison culturelle de septembre à mai)
- Cinéma grand écran 10 salles
- Festival Invasions de Lucanes, organisé par l'association Lucanes Musiques[89]

### Secrétariat du Père Noël
En 1962, après que deux receveuses (Odette Ménager dans un bureau de poste de Maine-et-Loire et Magdeleine Homo dans la Seine-Maritime) ont fait connaître leur frustration de ne pouvoir acheminer le courrier destiné au Père Noël jusqu’à ce dernier et ont pris l'initiative d'ouvrir le courrier, le ministre des PTT, Jacques Marette, décide de créer le secrétariat du Père Noël, un service spécialement chargé de répondre aux enfants envoyant des lettres au Père Noël, seul service de la Poste autorisé à ouvrir le courrier. Il confie la création de la carte-réponse du Père Noël à une rédactrice, sa propre sœur qui n'était autre que la célèbre pédiatre et psychanalyste Françoise Dolto (la première « secrétaire du père Noël ») et à un illustrateur qui garde l'apparence du Père Noël (barbe blanche et houppelande rouge) mais change régulièrement au cours des années ses moyens de locomotion (satellite des télécommunications, hélicoptère, nuage, étoile, etc.). Le secrétariat se situe alors au sixième étage de l'hôtel des Postes du 52, rue du Louvre à Paris, au service des « rebuts » (le rebut désigne un objet postal dont la distribution est impossible) où les postiers « secrétaires » sont spécialement sélectionnés pour rompre un dogme de la poste, l'inviolabilité du secret de la correspondance.
Dans le cadre de la décentralisation, ce service des rebuts des PTT doit être transféré en province. Robert Boulin, alors secrétaire d'État au Budget et maire de Libourne, use de son influence pour obtenir le déménagement de ce service dans sa ville en 1967, offrant aux PTT un terrain pour accueillir le centre de recherche du courrier et le secrétariat du Père Noël. Depuis lors, le Père Noël reçoit son courrier à Libourne.
Dans les années 1940, la Poste estimait le flux annuel de courrier destiné au Père Noël à 3 000. En 1962, ce secrétariat a reçu le courrier de deux mille enfants. Le nombre de lettres reçues a augmenté régulièrement de 10 % par an, pour atteindre 1 430 000 plis et 181 200 courriels en 2007, les missives arrivant de 130 pays différents. Cette évolution se stabilise depuis la fin des années 2000. Il s'agit principalement des lettres d'enfants de 3 à 9 ans mais une recrudescence de lettres envoyées par des adultes (liée à leur isolement, leur solitude) a conduit le secrétariat à abandonner en 2011 les cartes-réponses personnalisées au profit de réponses-type uniquement pour les adultes. La France est un des rares pays avec la Finlande (Rovaniemi) et le Canada à disposer d'un secrétariat de ce type.
En 2014, toute l'histoire du secrétariat du Père Noël de La Poste est racontée pour la première fois dans un livre scientifique.

### Médias
Quatre radios émettent sur Libourne :
- Aquitaine Radio Live ou ARL
- Gold FM
- Mélodie FM
- France Bleu Gironde

### Animations et associations locales
La ville bénéficie d'un réseau associatif couvrant de très nombreux domaines. La maison des associations a pour vocation de promouvoir et faciliter la vie associative locale.

### Politique numérique
En 2013, la commune de Libourne a été récompensée par le label « Ville Internet @@ ».
En mars 2019, la ville lance l'application "Libourne dans ma poche", développée par Orange et disponible sur Google Play et l'App Store. Elle recense des informations sur l'offre éducative et culturelle, les transports en commun et la circulation, les démarches administratives, la collecte des déchets, la météo, les marchés ou la démocratie participative entre autres. L'application comptabilise en 2021 environ 2 100 téléchargements, soit l'équivalent d'environ 10 % des 25 000 habitants de la ville.
La ville propose un service de Wifi public gratuit, par le biais de sept bornes :
- Wifi Surchamp, Place Abel Surchamp
- Wifi Quai Souchet
- Wifi Esplanade de la République
- Wifi Médiathèque Condorcet, Place des Recollets
- Wifi Esplanade François Mitterrand
- Wifi Théâtre le Liburnia, 16 rue Donnet
- Wifi Maison des Associations, 47 Boulevard de Quinault

## Économie

### Entreprises et commerces

#### Agriculture - Élevage
- Les terroirs viticoles du Libournais[102].
- AGAPES (Association pour Garantir une Agriculture Paysanne Equitable et Solidaire)[103].
- Ferme de la Barbanne[104].

#### Tourisme
- Nombreux hébergements[105] et restaurants.
- Châteaux viticoles et vignes sacrées[106].

#### Commerces
- Commerces.
- Ville bastide et vinicole[107].
- Ville portuaire[108].

Libourne est le siège de la Chambre de commerce et d'industrie de Libourne. Elle gère l’aérodrome de Libourne - Artigues-de-Lussac.
Plusieurs grandes entreprises sont présentes à Libourne :
- Arena (équipementier) : La direction d'Arena-France a délocalisé le 19/03/2007 sa production de maillot de bain, notamment en Chine et en Grèce.
- Botalo Tradition de fabrication de bottes en cuir pour les morutiers depuis 1850.
- Ceva Santé Animale (siège social), laboratoire vétérinaire fabriquant des produits phytosanitaires et ayant des filiales dans de nombreux pays.
- Fayat, une des principales entreprises françaises du bâtiment et des travaux publics.

Le 10 octobre 2008, le ministère de l'intérieur a annoncé la fermeture de l'École de sous-officiers de la gendarmerie nationale.
Libourne envisage de tester des « lampadaires absorbeurs de CO2 ». Munis d'un réservoir contenant des algues, ils absorberaient le dioxyde de carbone et émettraient de l'oxygène.
Libourne a sa propre monnaie locale complémentaire, la Monnaie d'intérêt économique local, dont les prestataires se trouvent dans une zone comprenant les pays Libournais, Créonnais, Castillonnais, Pays de Coutras et Landes girondines.

### Budget et fiscalité 2023

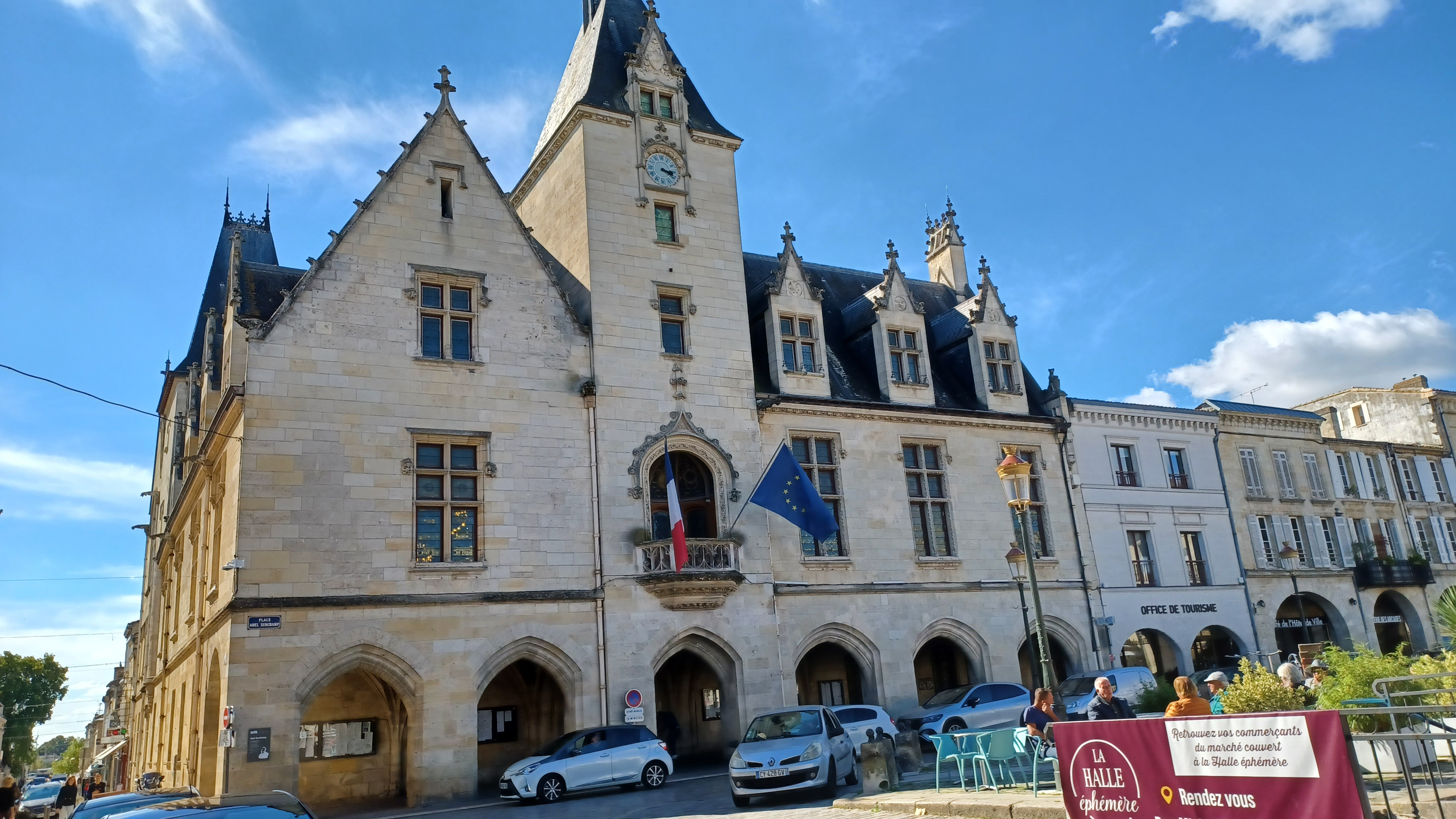
L'hôtel de ville et le musée des Beaux-Arts au deuxième étage.

En 2023, le budget de la commune était constitué ainsi :
- total des produits de fonctionnement : 42 689 000 €, soit 1 711 € par habitant ;
- total des charges de fonctionnement : 40 901 000 €, soit 1 640 € par habitant ;
- total des ressources d'investissement : 21 064 000 €, soit 845 € par habitant ;
- total des emplois d'investissement : 20 258 000 €, soit 812 € par habitant ;
- endettement : 46 364 000 €, soit 1 859 € par habitant.

Avec les taux de fiscalité suivants :
- taxe d'habitation : 21,02 % ;
- taxe foncière sur les propriétés bâties : 51,15 % ;
- taxe foncière sur les propriétés non bâties : 49,12 % ;
- taxe additionnelle à la taxe foncière sur les propriétés non bâties : 0,00 % ;
- cotisation foncière des entreprises : 0,00 %.

Chiffres clés Revenus et pauvreté des ménages en 2021 : médiane en 2021 du revenu disponible, par unité de consommation : 20 860 €.

## Culture locale et patrimoine

### Lieux et monuments

#### Patrimoine civil et naturel

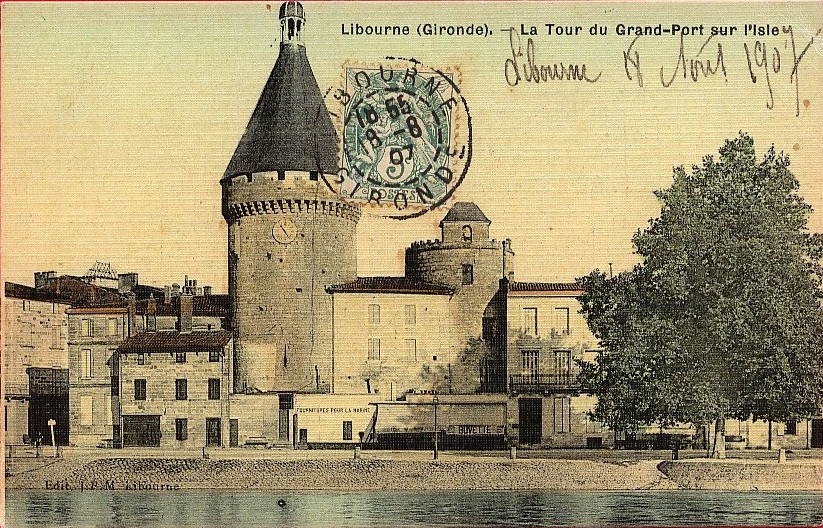
La tour du grand port vers 1905.
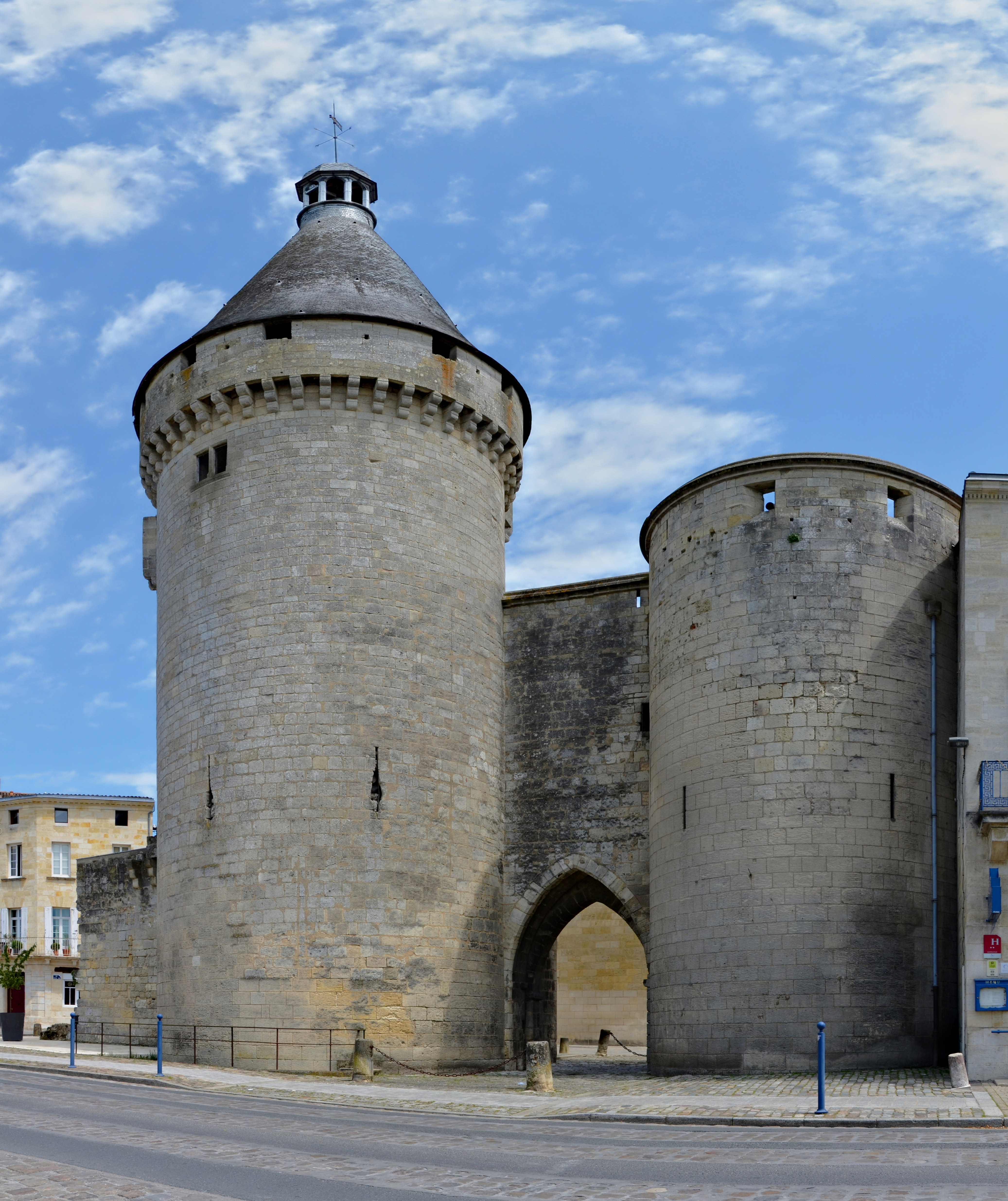
Porte et tour du port.
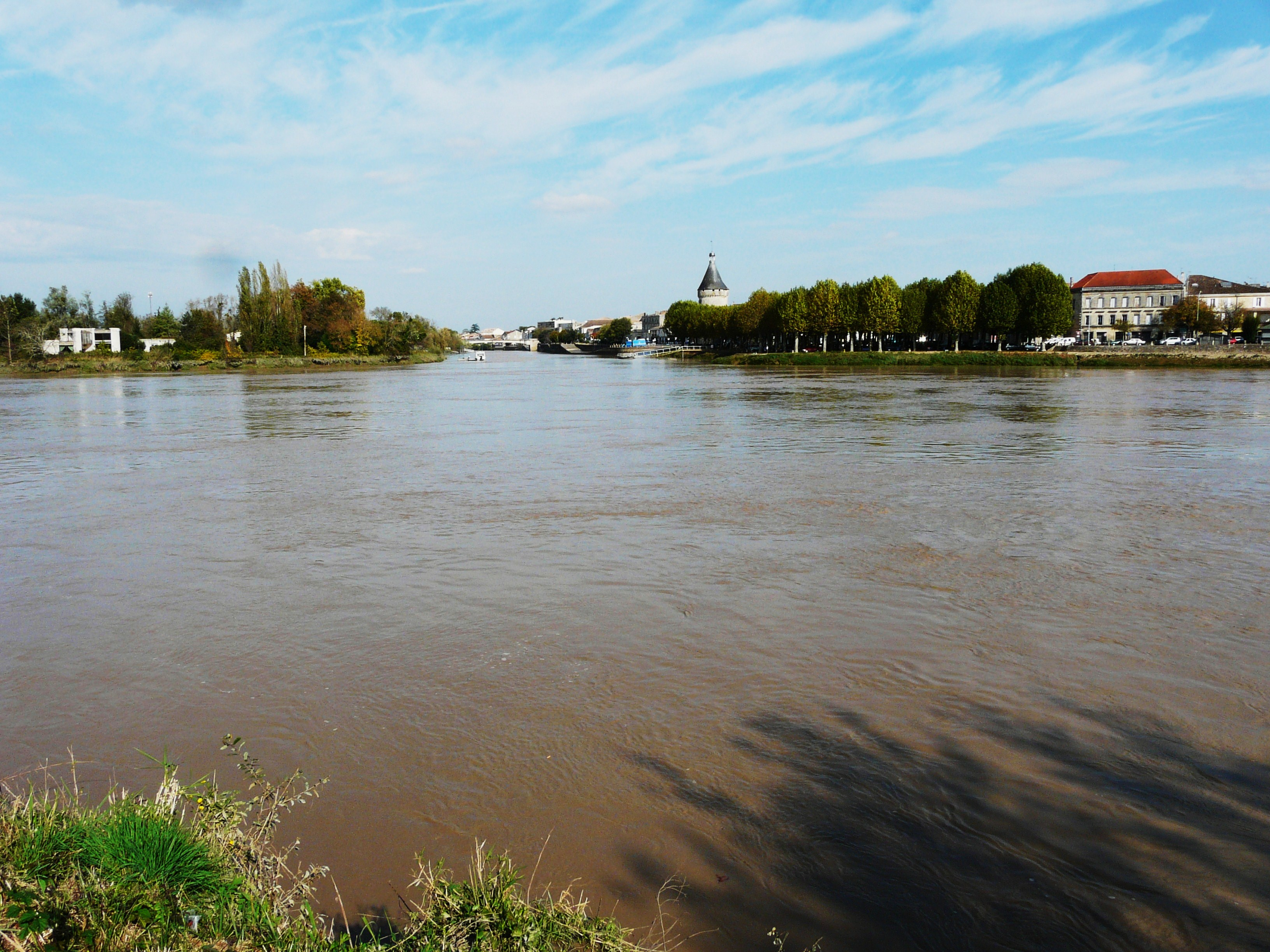
Dominé par la tour du grand port, le confluent de l'Isle (en face) et de la Dordogne.
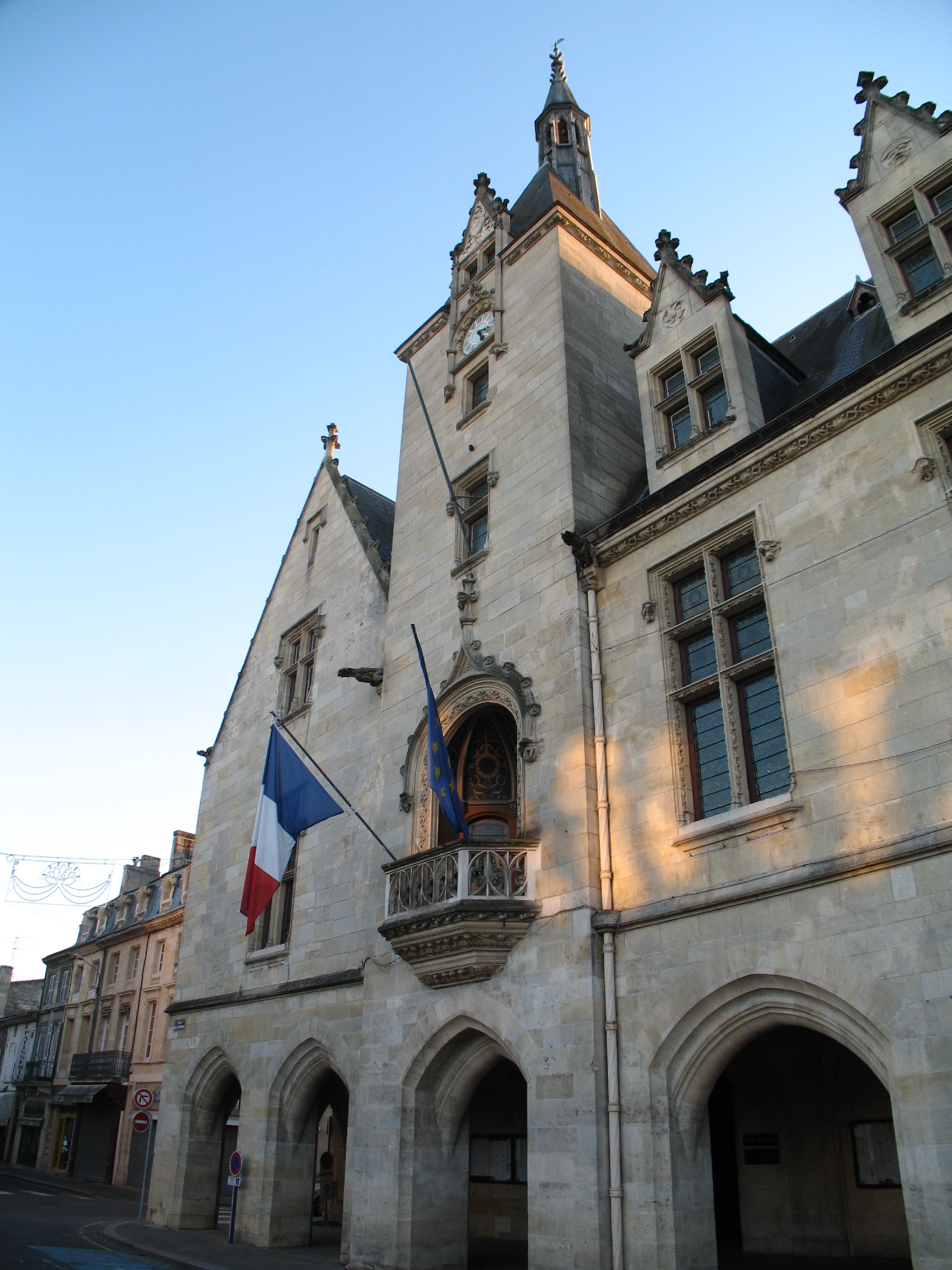
L'hôtel de ville.
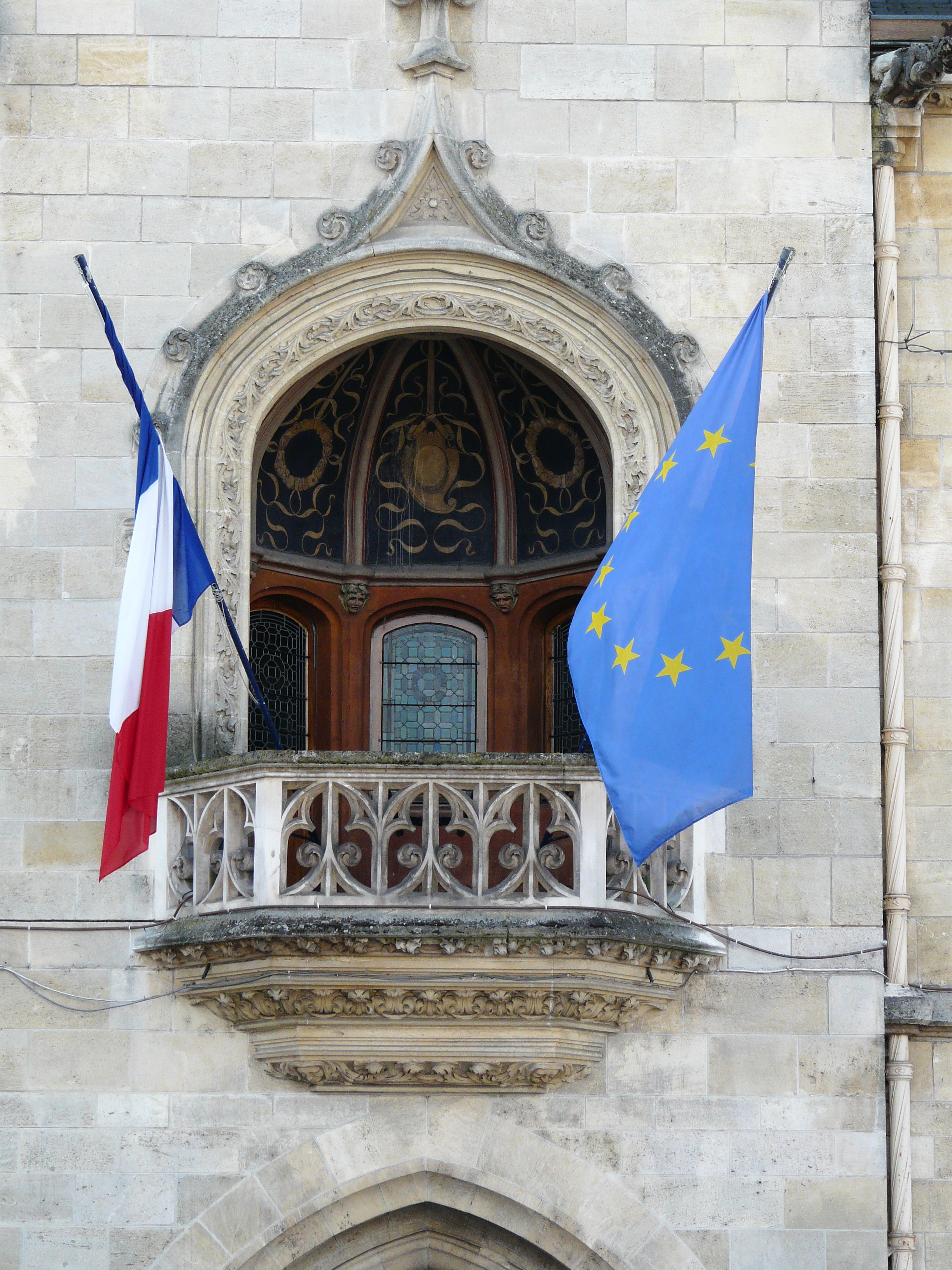
Le balcon de l'hôtel de ville.
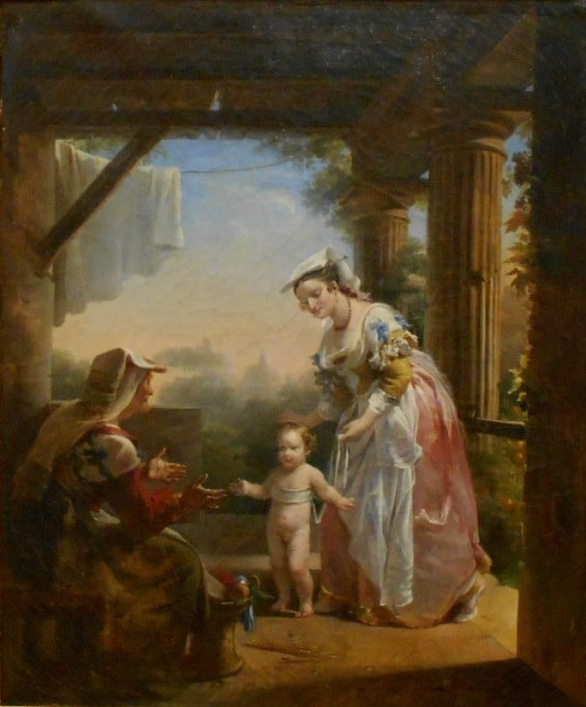
Musée des Beaux-Arts de Libourne.
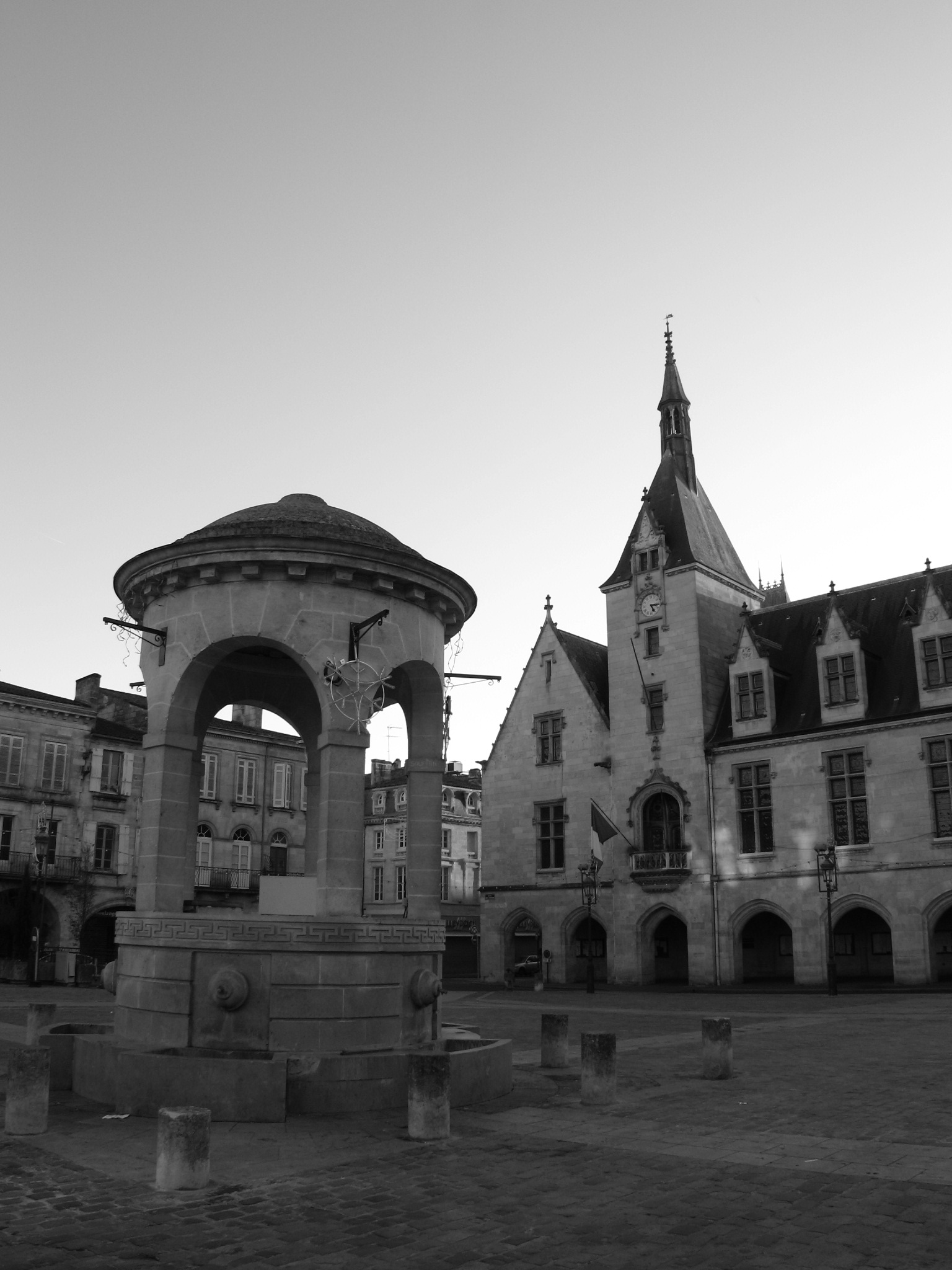
La place Abel-Surchamp.
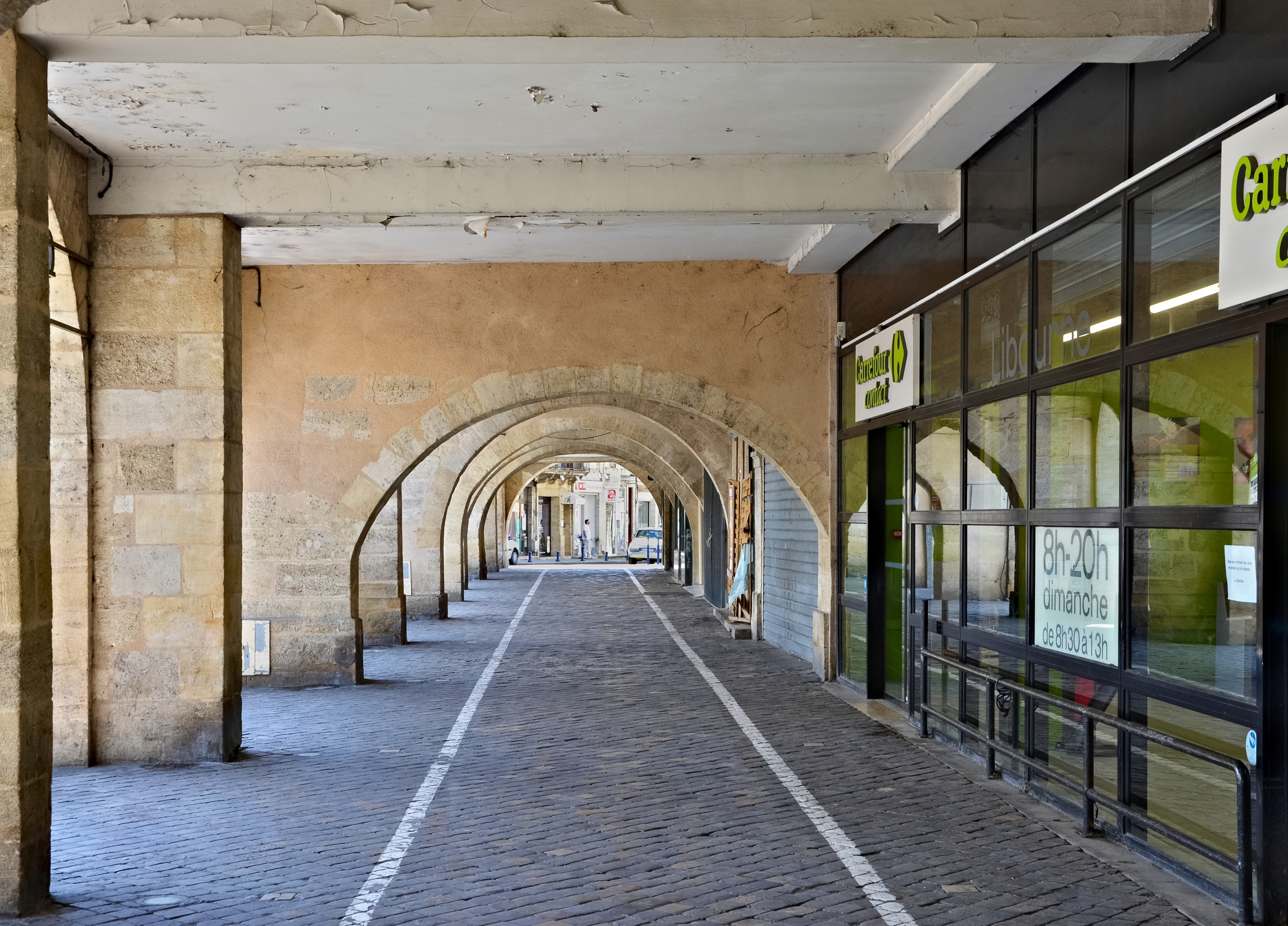
Arcades de la place Abel-Surchamp.
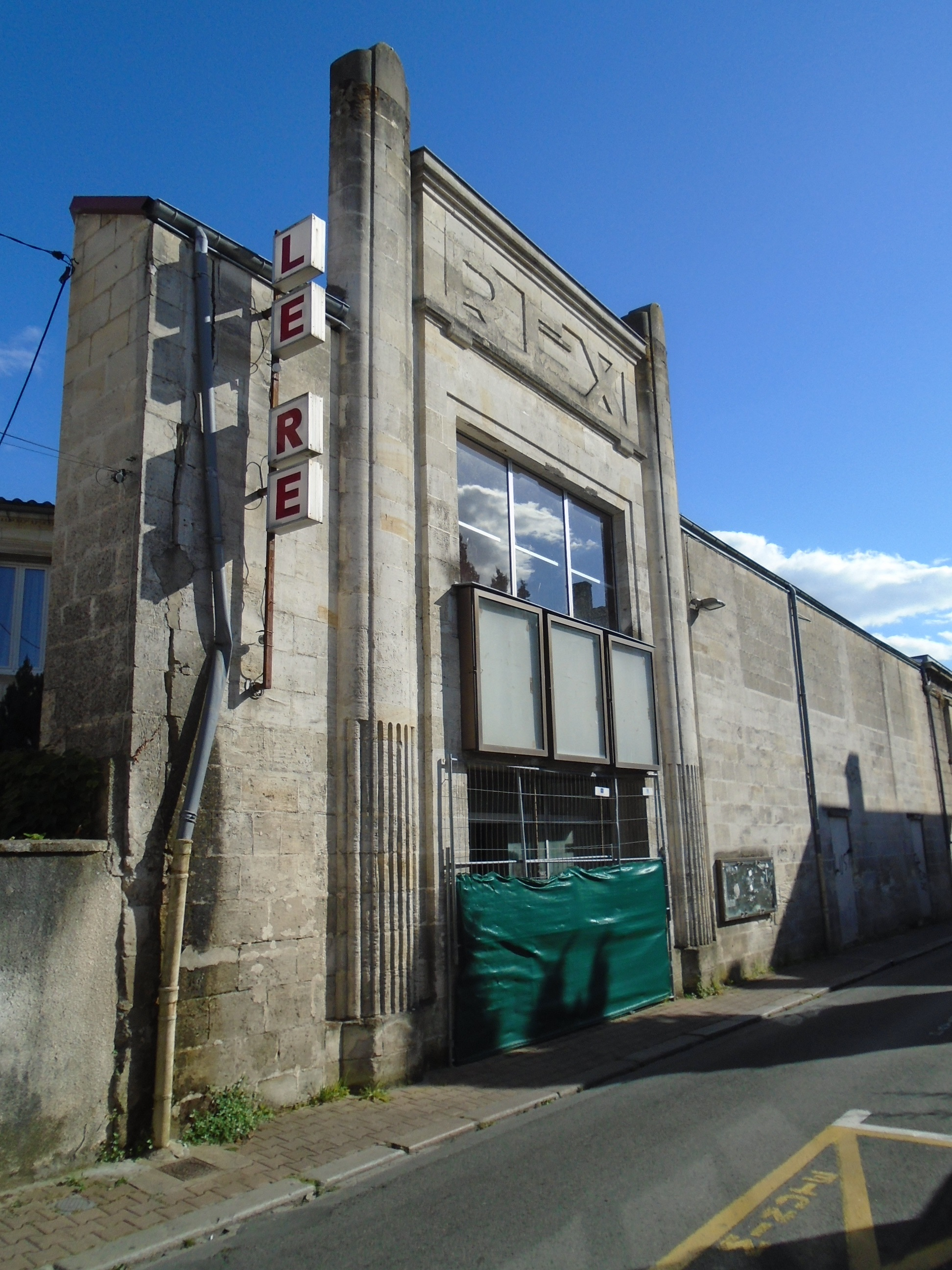
La façade Art déco du Cinéma Rex.
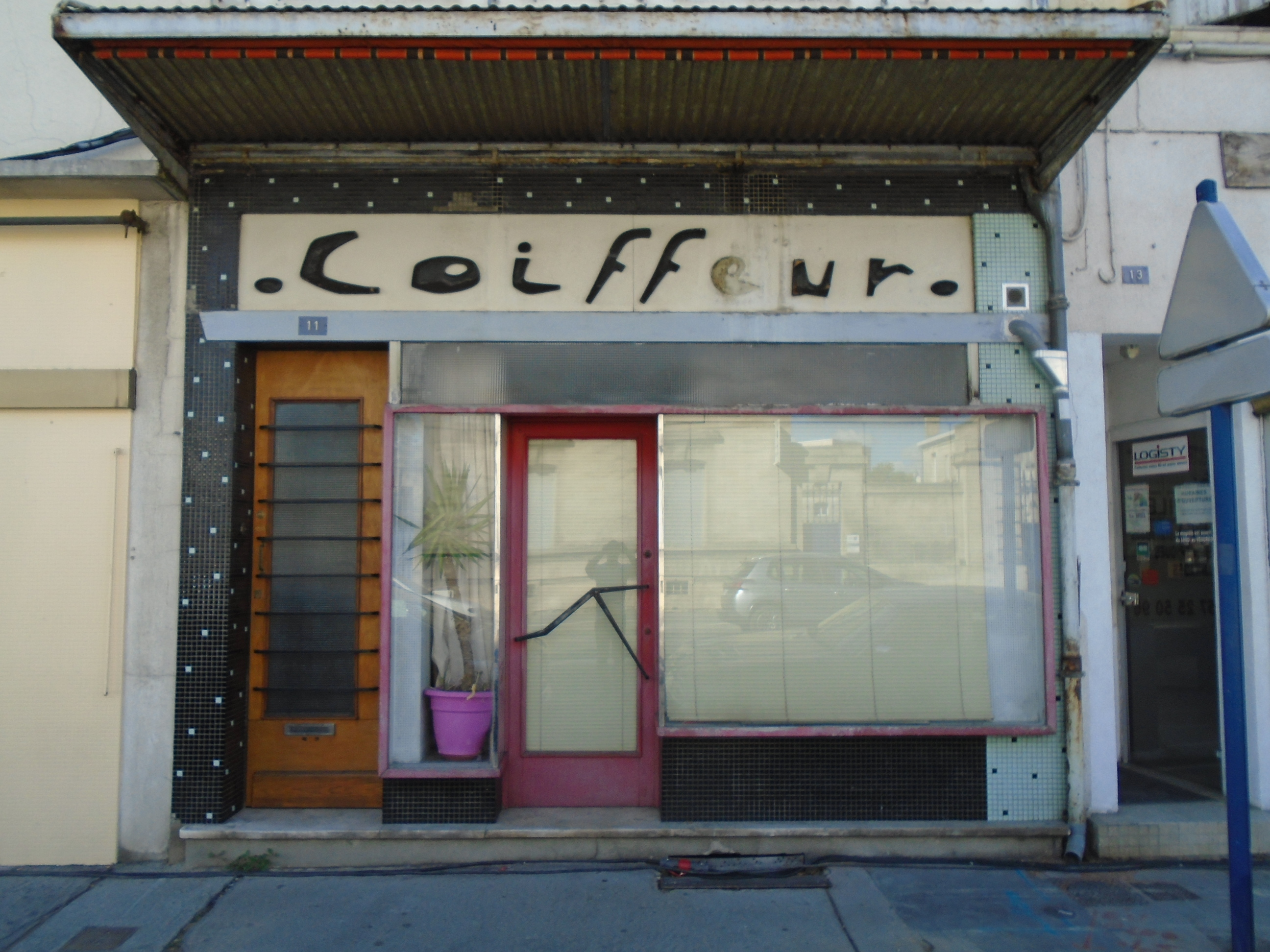
Salon de coiffure d'architecture 1950.
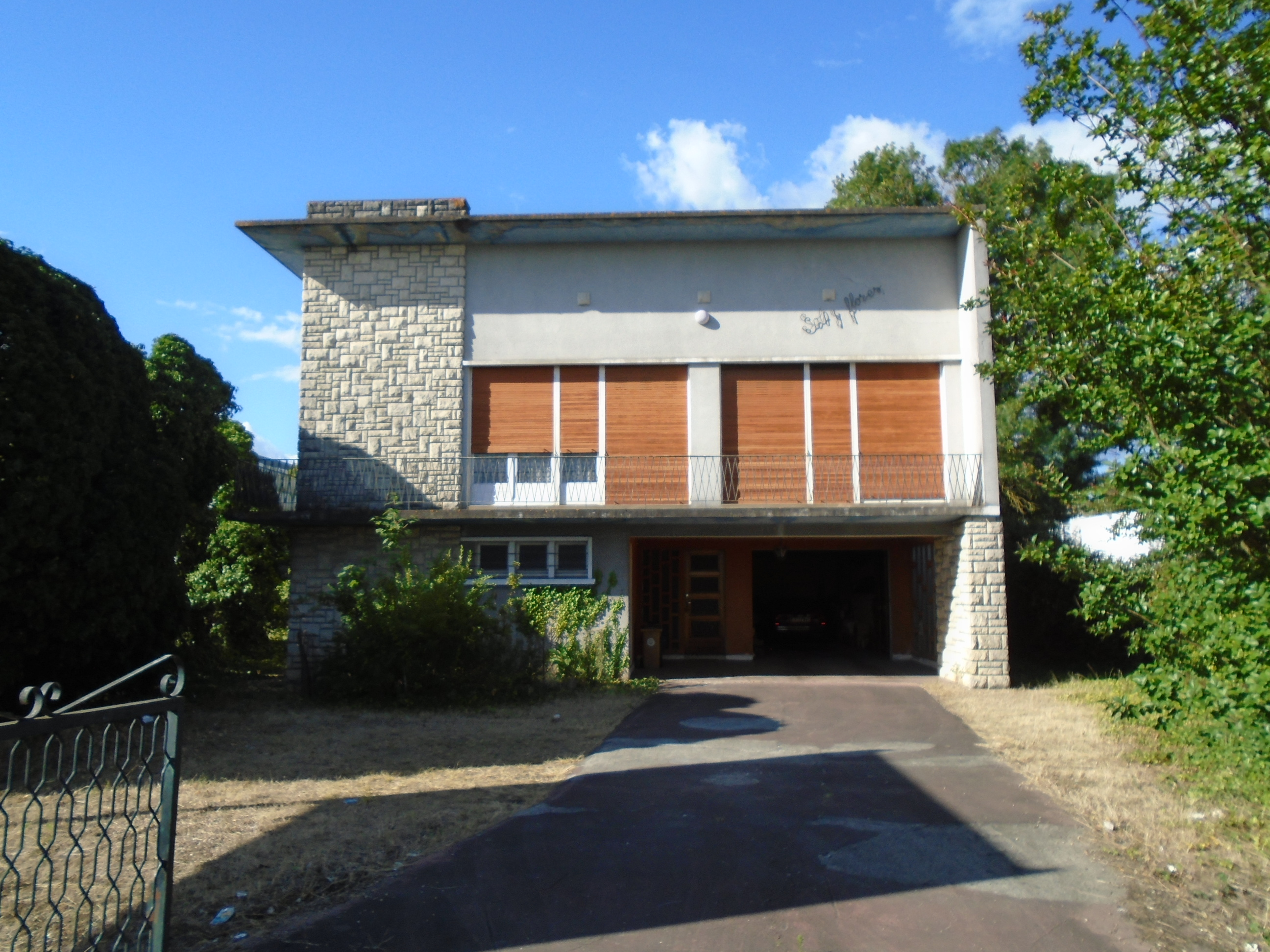
Sol & Flores Villa d'architecture moderniste années 1950.
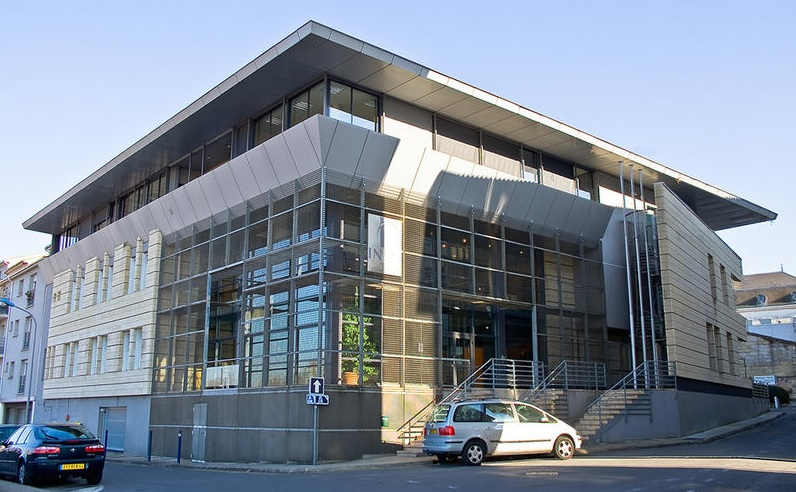
Le Centre de Formation de l'Insee
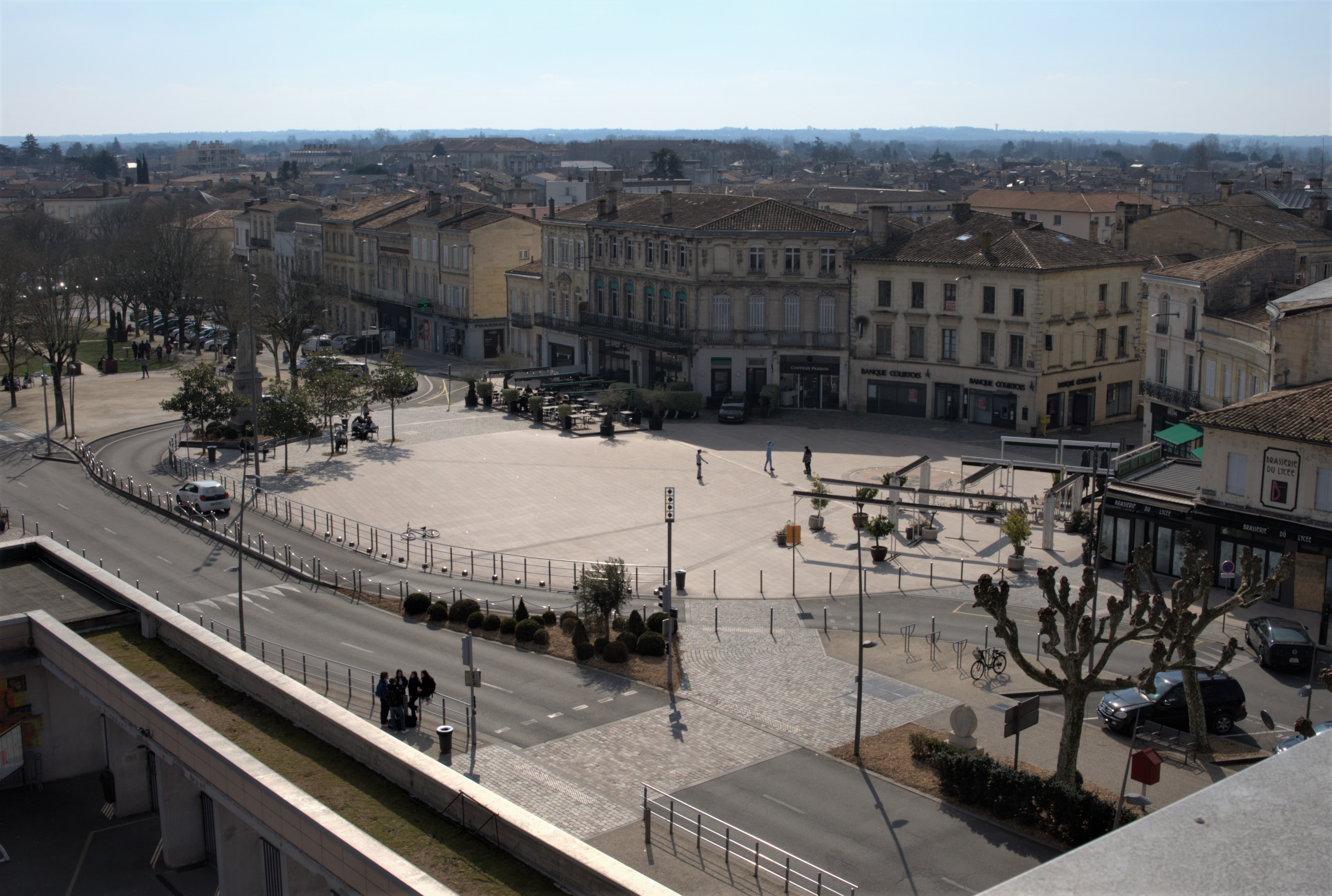
L'esplanade François-Mitterrand, vue depuis le toit du lycée Max-Linder.
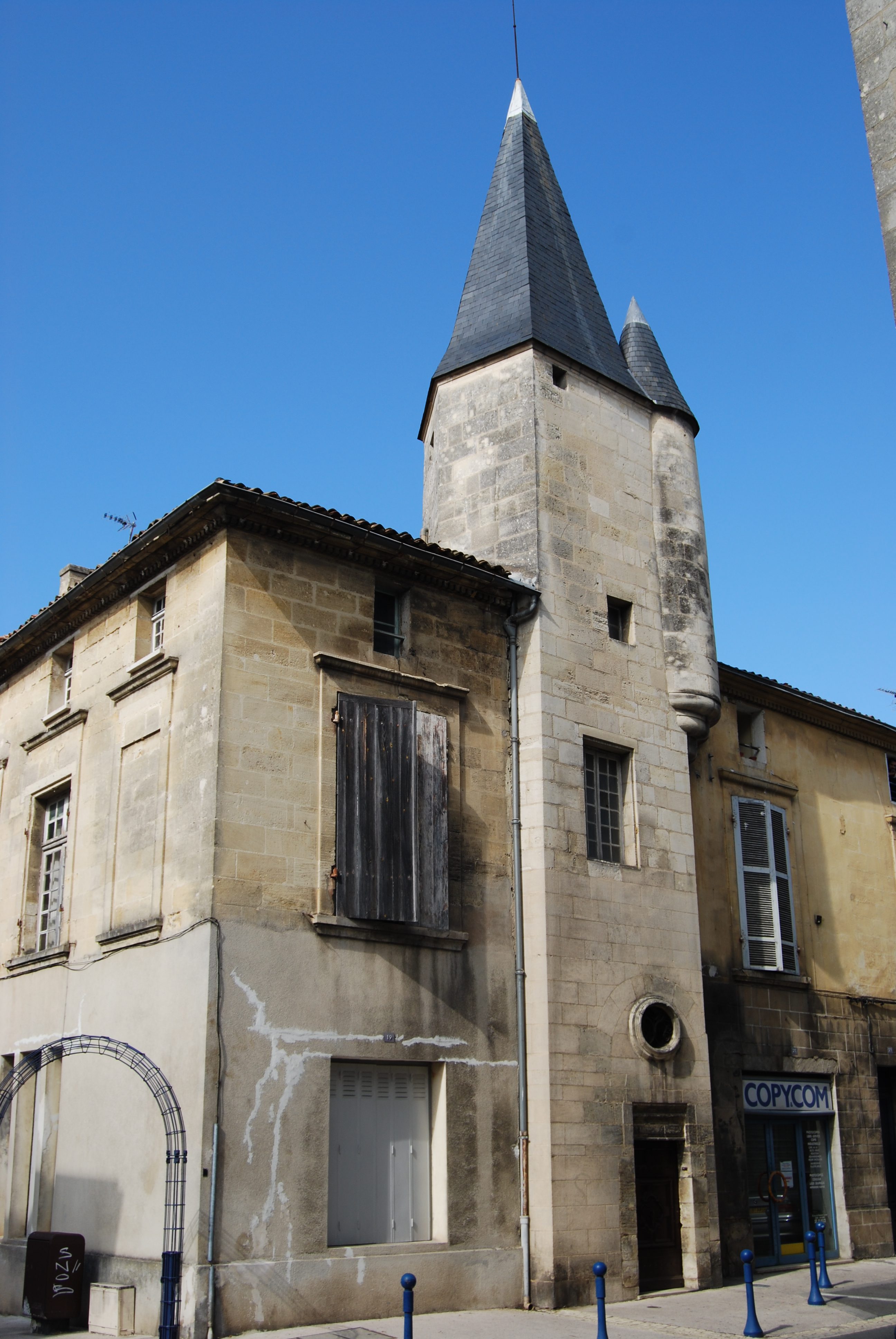
Maison, 19 rue du Président-Carnot.

- Les casernes (monument historique, 2013) de la ville sont composées d'un ensemble de deux quartiers sur un même site (7,3 ha). Le premier, le quartier Lamarque, dont la construction fut commencée dans la deuxième moitié du XVIIIe siècle et terminée au début du XIXe siècle, est imposante et fut construite dans un style néo-classique et comporte en outre un manège de cavalerie. Cet ensemble est constitué de trois bâtiments rectangulaires autour d'une cour précédée de deux pavillons carrés entourés d'une grille. Bien que certains intérieurs aient été remaniés, de nombreux éléments dignes d'intérêt ont été préservés, notamment l'escalier monumental du pavillon des officiers ainsi que la charpente du manège. Dès le début du XIXe siècle, la caserne accueillit essentiellement des régiments de cavalerie : chasseurs à cheval, lanciers, dragons, hussards. Celui qui stationna le plus longtemps fut le 15e régiment de dragons, entre 1874 et 1921. En 1959, la caserne accueillit l'École des officiers de réserve du service de santé des armées (restée célèbre dans la mémoire des appelés pharmaciens et médecins qui y faisaient leur période de classes). L'ENORSSA ferme en 1994, dans la logique qui prépare la suppression du service militaire (1997). Elle fut remplacée jusqu'en 2009 par une école de sous-officiers de la gendarmerie[113]. Le second quartier fut construit aux débuts de la Troisième république dans un style typique de l'époque, reçut le nom de quartier Proteau, et accueillit après la guerre de 1870 une portion du 57e régiment d'infanterie, ainsi que le 139e régiment d'infanterie territorial. Les casernes, en déshérence durant une quinzaine d'années, sont finalement réinvesties par l'armée en 2024, avec un régiment d'instruction et d'intervention de la sécurité civile (4e RIISC).
- La tour du grand port est un des derniers vestiges des fortifications qui protégeaient Libourne depuis le Moyen Âge. Elle est classée monument historique[114].
- L'hôtel de ville, XVIe siècle, amplement remodelé au début du XXe siècle, classé monument historique[115] abritant, au deuxième étage, le musée des beaux-arts.

Cloche.
- Le pont de pierre de Libourne de 1822 est également un magnifique témoignage du riche passé de la ville[117].
- Le château de Sales, XVIIe siècle, en partie sur la commune de Lalande-de-Pomerol, inscrit sur l'Inventaire supplémentaire des monuments historiques[118].
- Le château du Pintey et son pigeonnier, XVIIIe siècle, inscrits sur l'Inventaire supplémentaire des monuments historiques[119].
- L'INSEE y a aussi son centre de formation. Le CEFIL (Centre de formation de l'Insee à Libourne), reçoit chaque année les lauréats des concours d'adjoints administratifs, et de contrôleurs de l'Insee, ainsi que certains attachés et des réunions de réseaux de l'Institut.

Le Cefil se trouve sur les bords le l'Isle au 3, rue de la Cité.

#### Fontaines et statues
- Fontaine de la Vierge[121].
- Fontaine sèche dynamique[122]

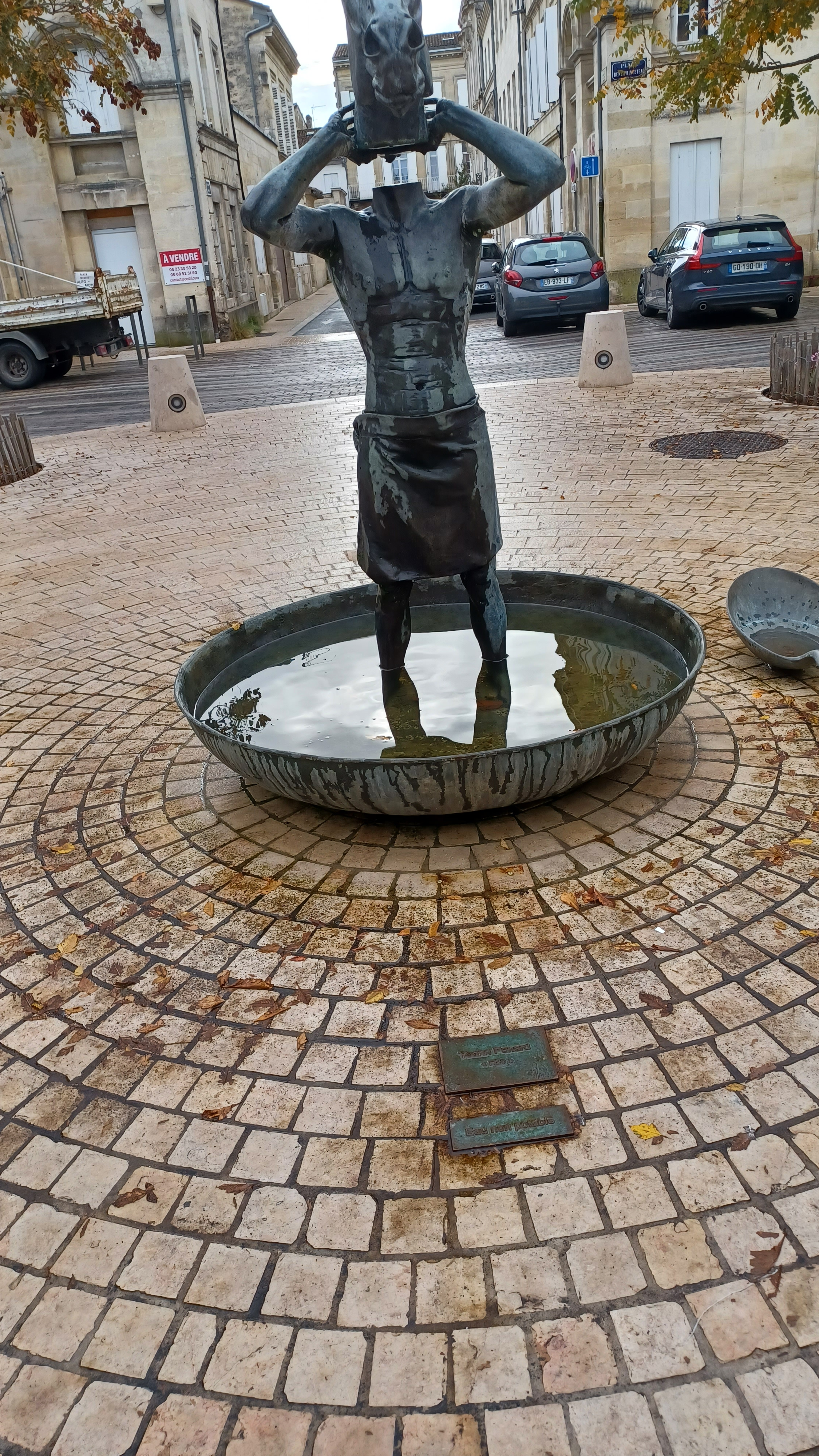
Fontaine et statue, place Princeteau.

- Fontaine-lavoir de la Roudeyre[123],[124].
- Fontaine de la place Princeteau[125].

H2O, sculpture fontaine réalisée par , Place René Princeteau et Migration.
- Fontaine de la place Abel Surchamp[127].
- Statue de Oscar de Géreaux[128],[129].
- Statue du Duc Decazes[130],[131].
- Libourne War Memorial, commémorant les habitants de Libournais tués ou disparus pendant la Première Guerre mondiale et la Seconde Guerre mondiale ainsi que les guerres d'Algérie (1954-1962) et du Liban.

#### Patrimoine religieux
- L'église dédiée à Saint-Jean-Baptiste[132], reconstruite en style néo-gothique au XIXe siècle tout en conservant son chœur du XIVe siècle[133], inscrite sur l'Inventaire supplémentaire des monuments historiques[134].

Le remontage de la flèche a été réalisé avec le soutien de la Fondation du patrimoine et la mobilisation de l'association des amis de Saint Jean-Baptiste.
Patrimoine mobilier :
* Orgue Wenner & Götty (1859), Beuchet (1951),,
* Orgue de chœur Wenner & Götty (1855).
* Autel (maître-autel).
* Tableau Christ chassant les vendeurs du temple.
* Tableau : Pentecôte (la).
* Deux statues en pierre de saint Jean-Baptiste et un évêque.
 * Évêque.
- Église Notre-Dame de l'Épinette[145].
- Église Saint-Thomas, détruite au XVIIIe siècle pour construire un théâtre puis le marché couvert[146].
- Temple protestant place de la Croix-Rouge[147].
- Église évangélique Assemblée de Dieu, Confession Protestante[148].
- Église Saint-Ferdinand[149].

Orgue.
- La chapelle de Condat, XIe et XVe siècles[151], inscrite sur l'Inventaire supplémentaire des monuments historiques en 1925.

Cloche.
- Les vestiges de l'église de l'ancien couvent des Cordeliers, XIIIe et XIVe siècles, inscrits sur l'Inventaire supplémentaire des monuments historiques[153].
- L'ancienne chapelle du Carmel, aujourd'hui centre culturel bénéficiant de l'appellation « Musée de France »[154].
- La synagogue, XIXe siècle[155],[156],[157]. Les façades et les toitures de la synagogue ainsi que la cour intérieure et le passage couvert qui y mène ont été inscrits sur l'Inventaire supplémentaire des monuments historiques[158].

Cimetière israélite,.
- Le cimetière de Quinault[161]
- Le cimetière de la Paillette[162].
- Quelques architectures d'après-guerre sont remarquables comme la façade d'un salon de coiffure de cette époque et la villa Sol & Flores ; le cinéma Rex est représentatif de l'architecture Art déco ; ces monuments sont mis en valeur par un éclairage nocturne.
- Monument aux morts[163] : Conflits commémorés : Guerre franco-allemande de 1914-1918[164].

Monuments commémoratifs.

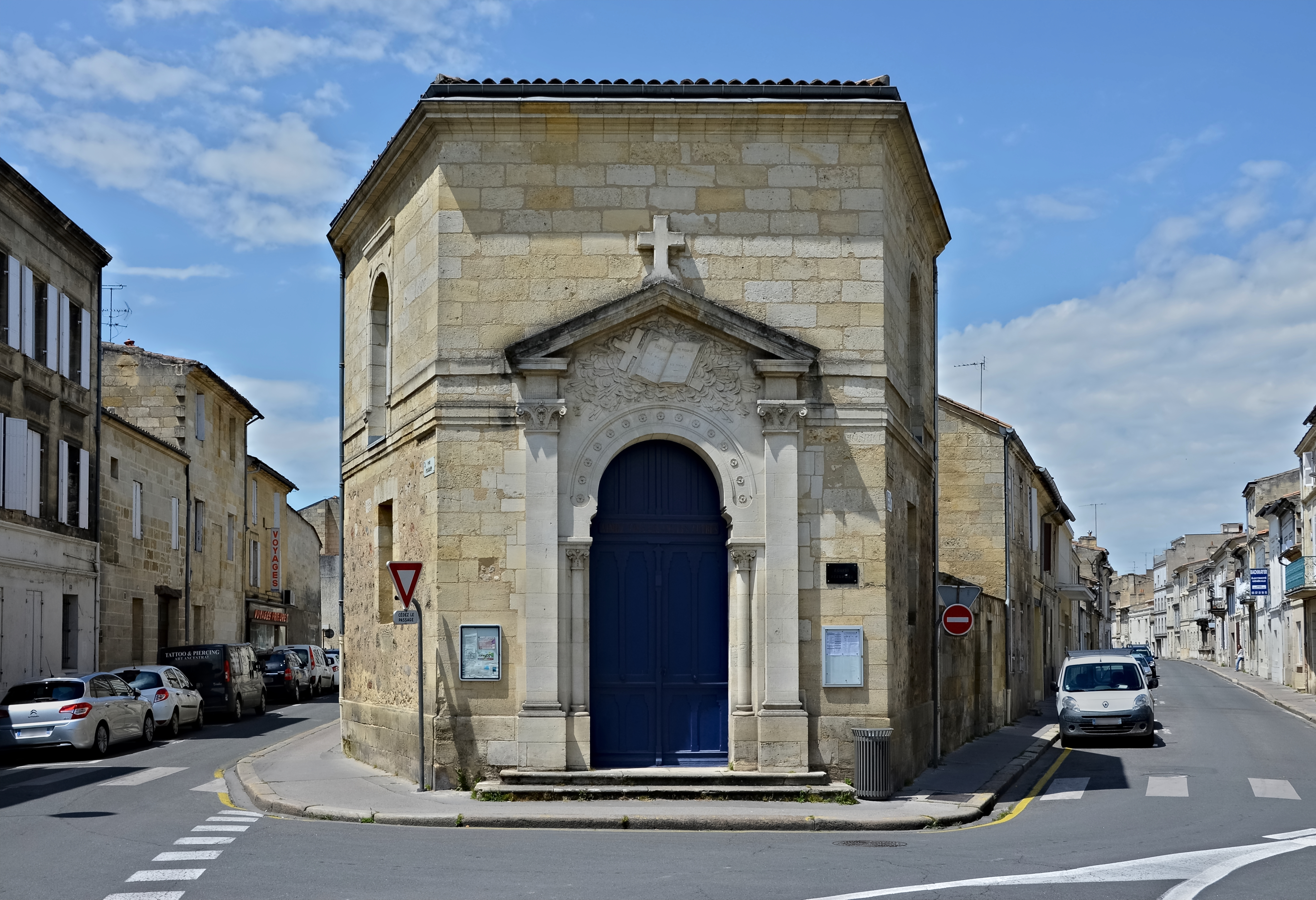
Temple protestant de Libourne.
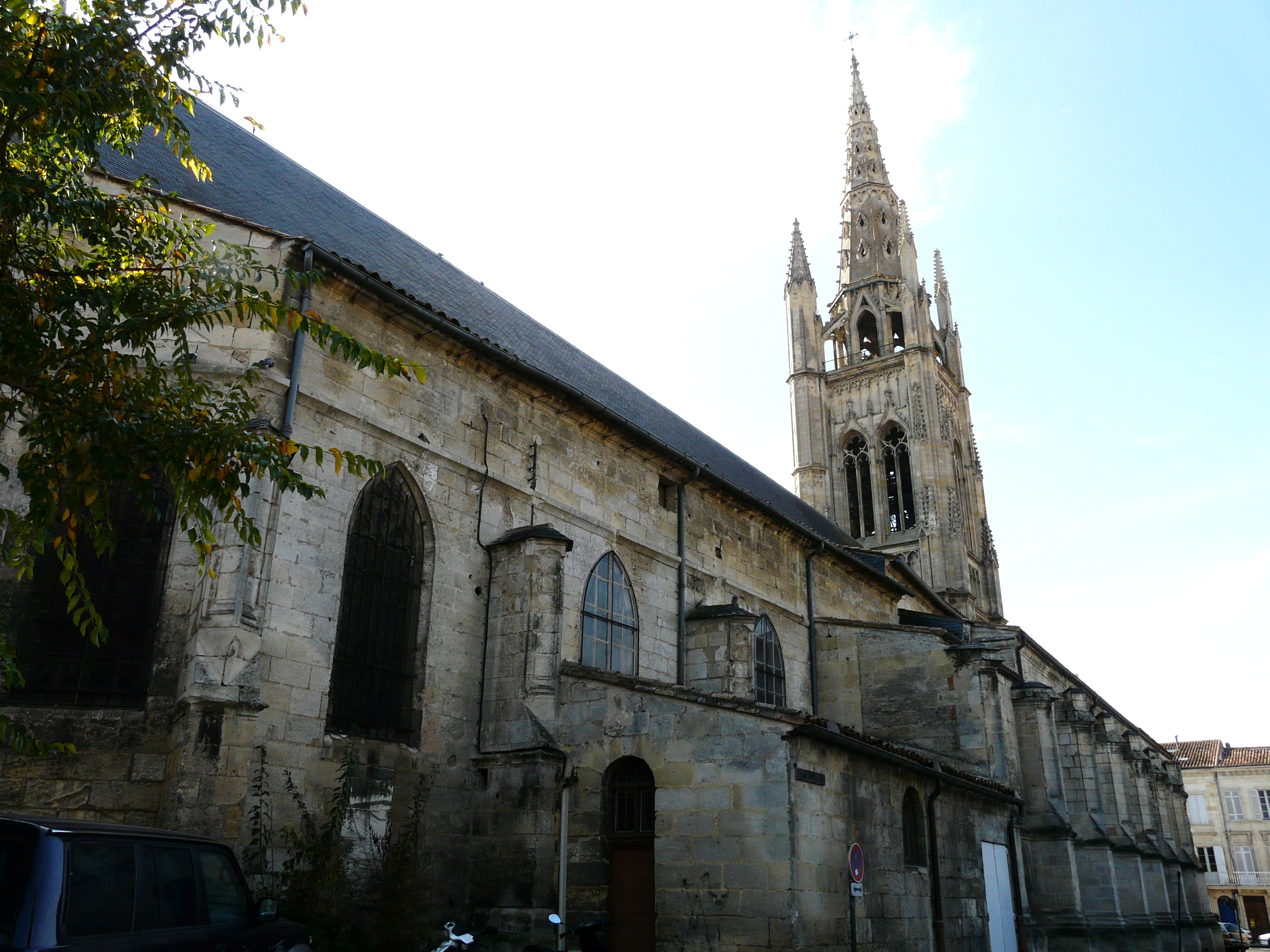
L'église Saint-Jean-Baptiste.
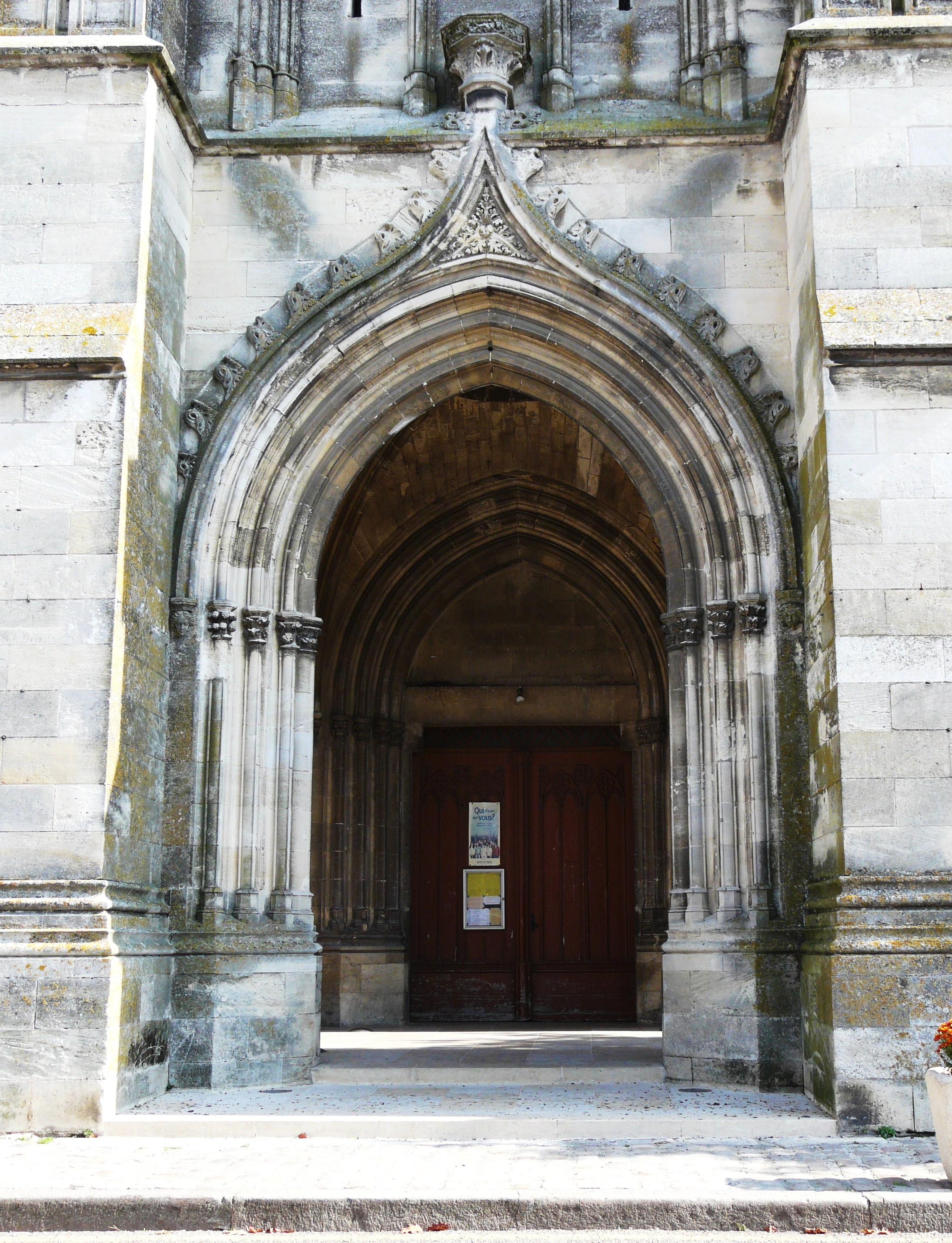
Son portail.
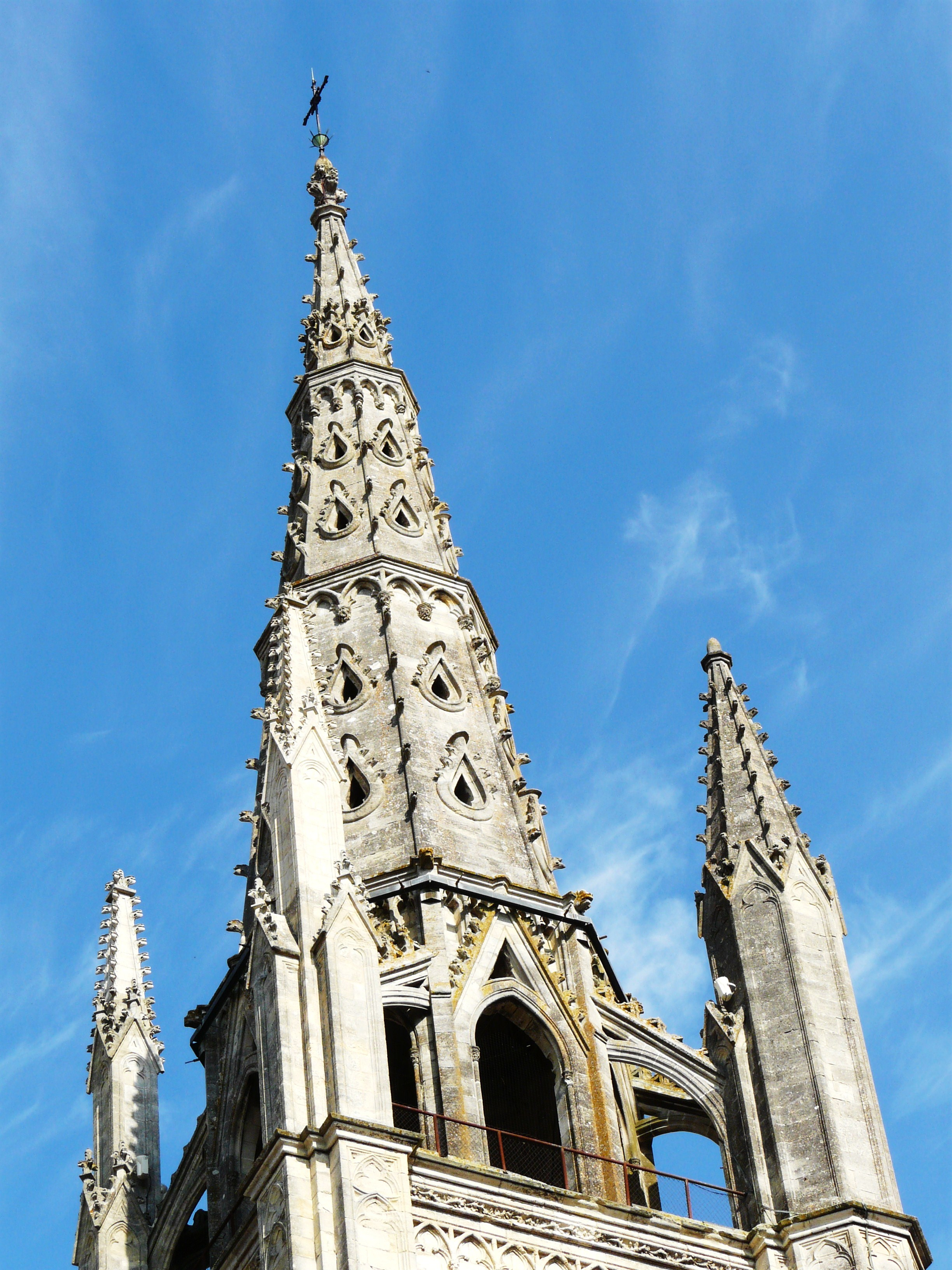
La flèche de son clocher.
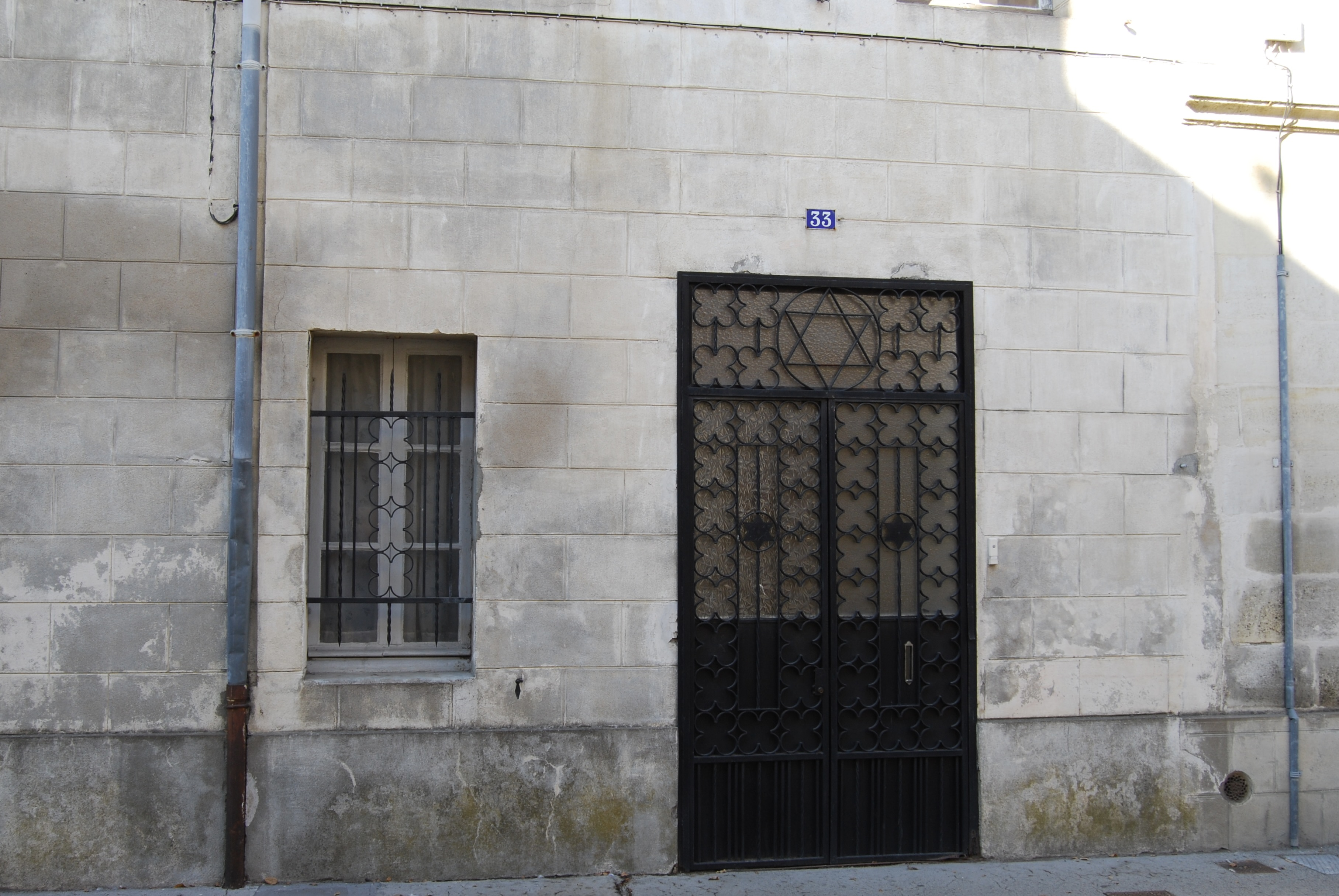
Synagogue de Libourne.
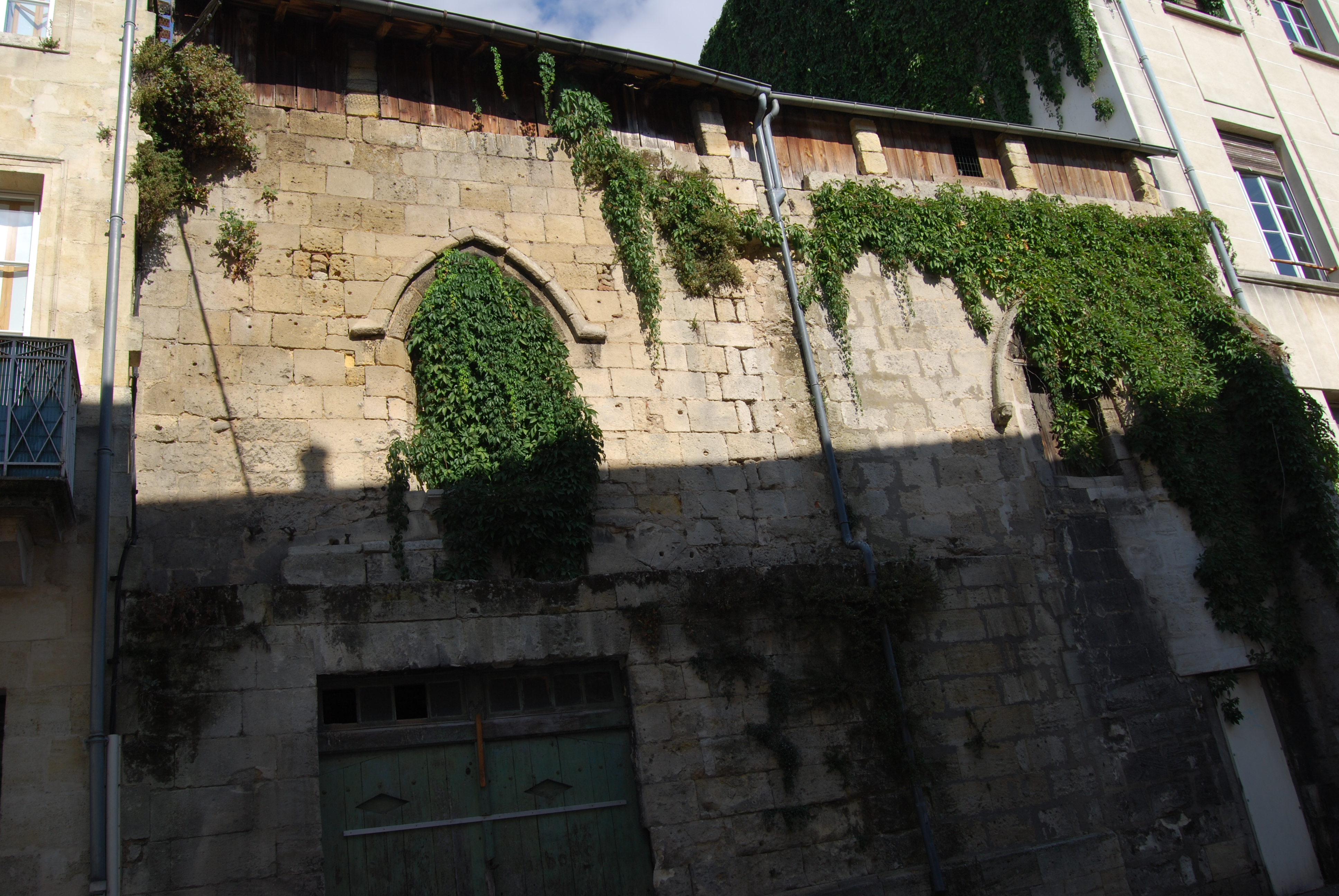
Couvent des Cordeliers.
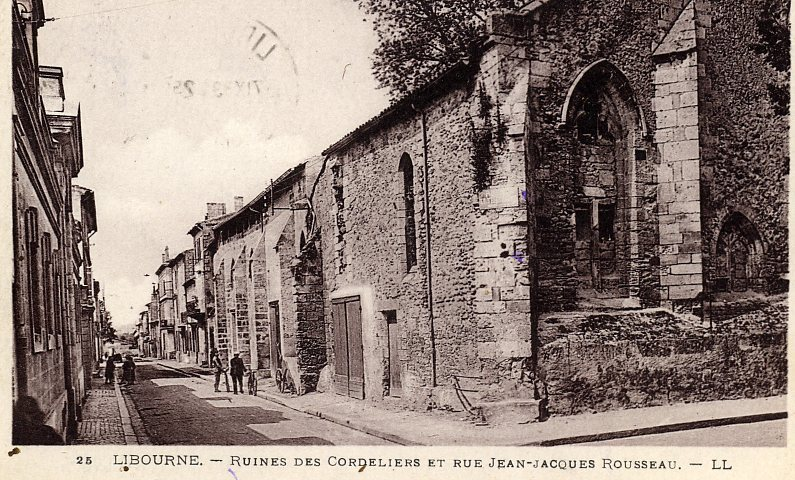
Vestiges du Couvent des Cordeliers vers 1905.
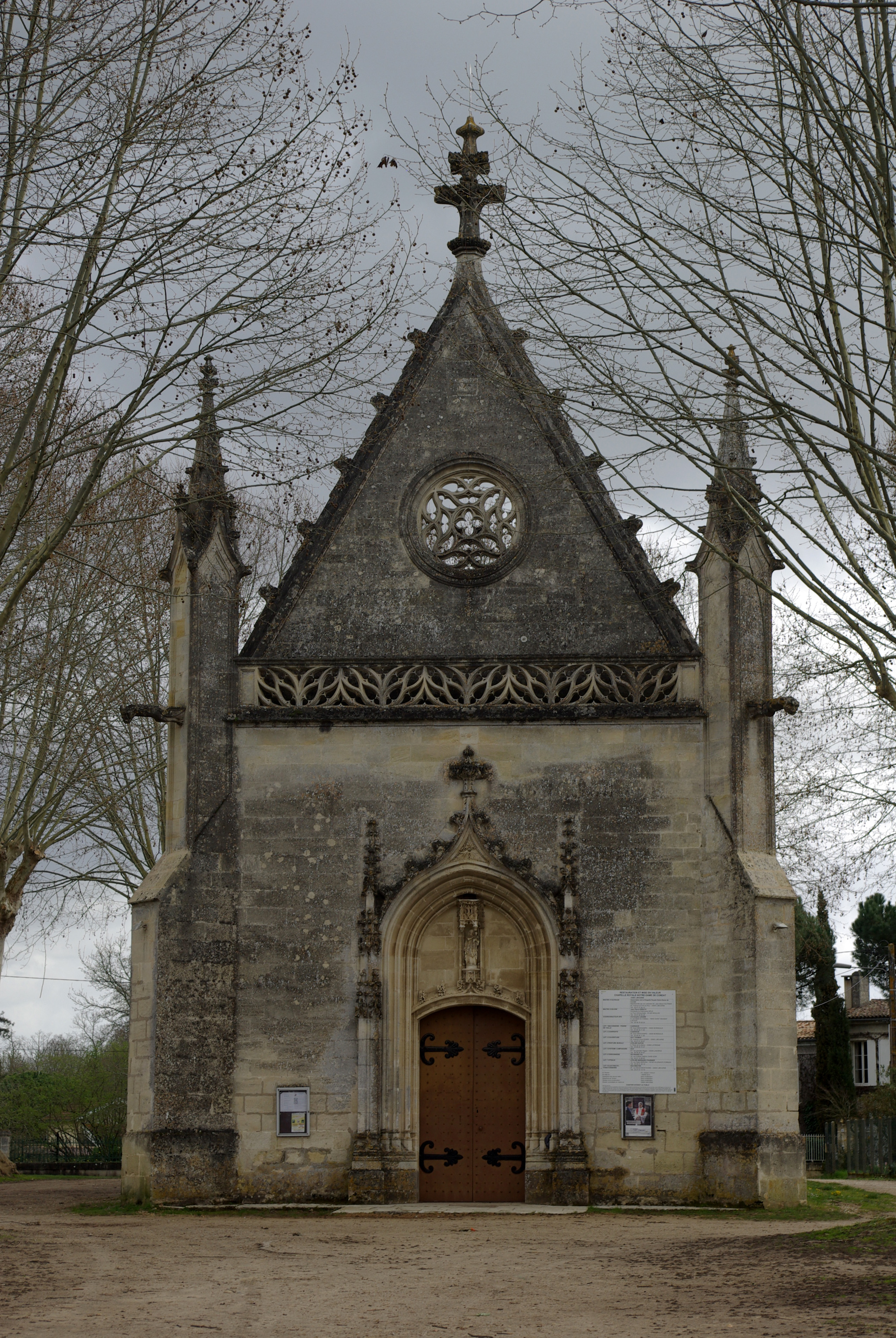
Chapelle de Condat.
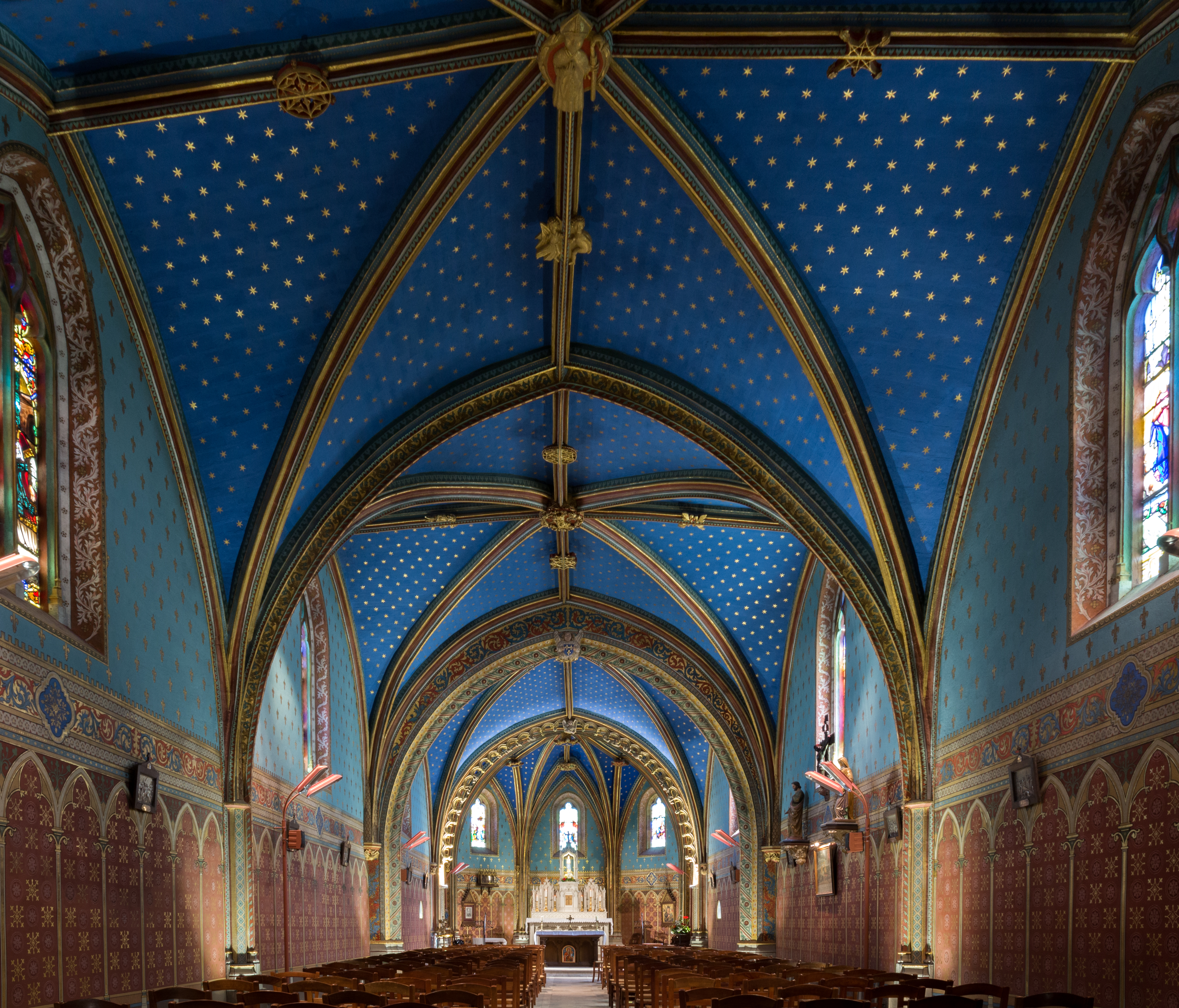
Nef de la chapelle de Condat.
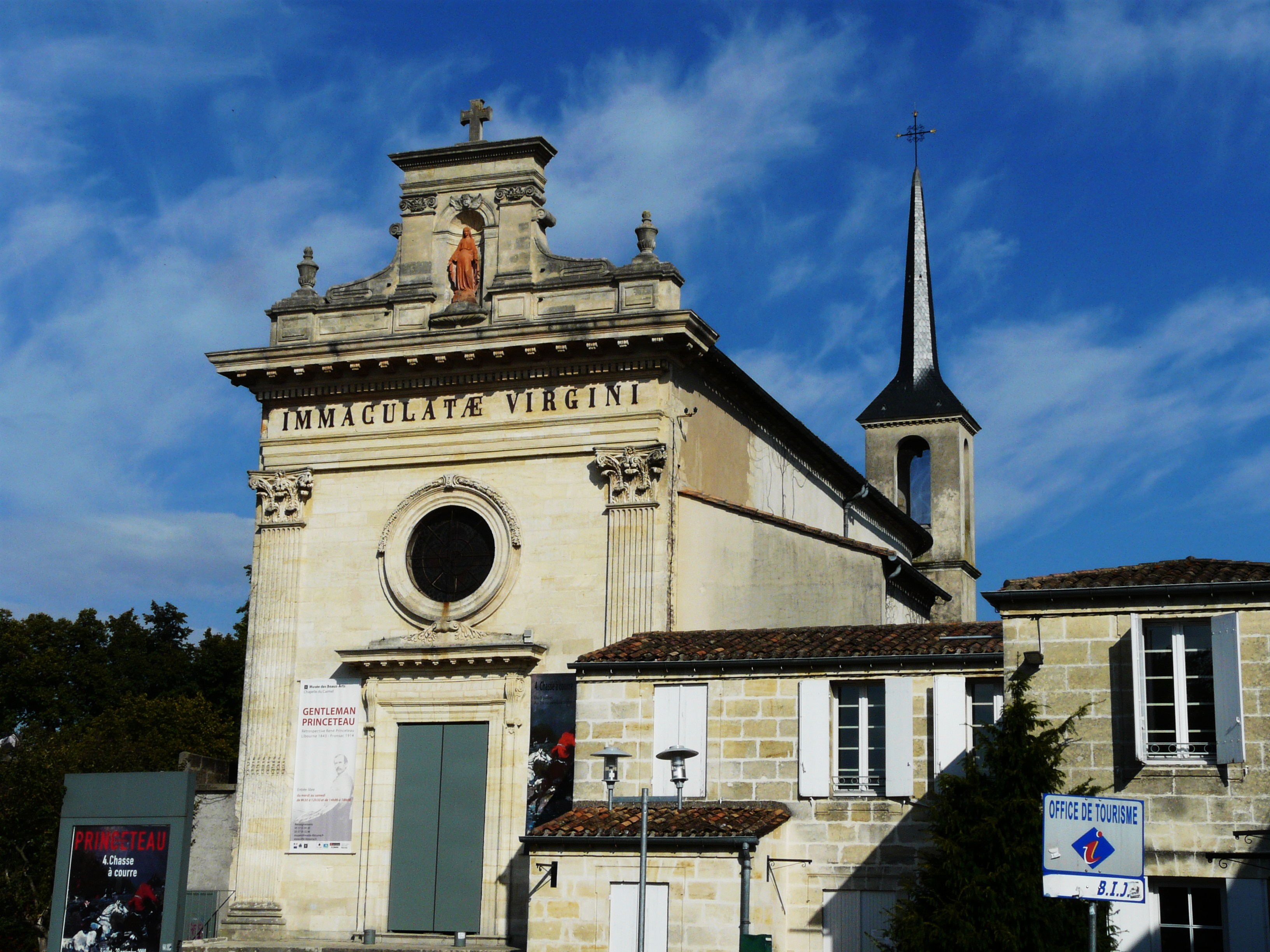
Le Centre culturel du Carmel (ancienne chapelle).
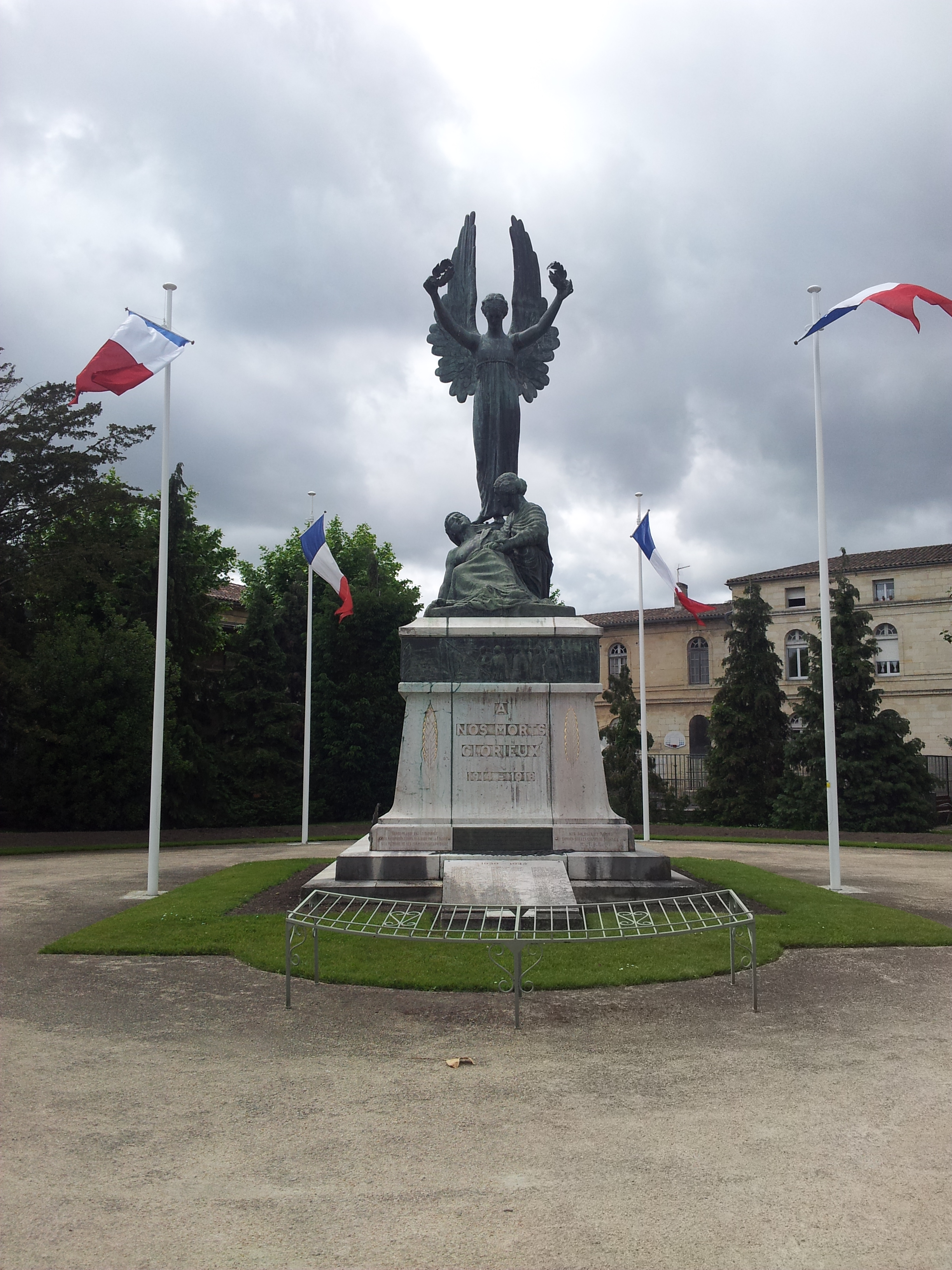
Monument aux morts[166].

### Personnalités liées à la commune

#### Nées à Libourne

##### XVIIIesiècle
- Élie Dumas-Gontier (1731-1801), avocat, homme politique né et décédé à Libourne, député du tiers état aux États généraux de 1789.
- Jean Malartic (1736-1803), ecclésiastique, homme politique né à Libourne, député du clergé aux États généraux de 1789.
- Jean-Baptiste Fontémoing (1736-1806), homme politique né et décédé à Libourne, député de la Gironde de 1803 à 1806.
- Jacques Lacaze, révolutionnaire français né le 4 juin 1752 († 31 octobre 1793).
- Pierre Théophile Lacaze (1799-1846), auteur des tableaux "Les adieux de Marie Stuart partant pour l'Écosse", au musée des beaux-arts et d'archéologie[167], "Autoportrait"[168], "Adoration des Mages"[169] et "Richard et le Docteur Maure"[170].
- Jean Proteau, général des armées de la République, tombé au champ d'honneur à Louvain; né le 8 octobre 1752 († 15 juillet 1794).
- Joseph-Léonard Decazes (1783, Libourne - 1868, Albi), homme politique, préfet du Tarn, préfet du Bas-Rhin.
- Médaillés de Sainte-Hélène :

Pierre Roy,
Jean Verge.

##### XIXesiècle

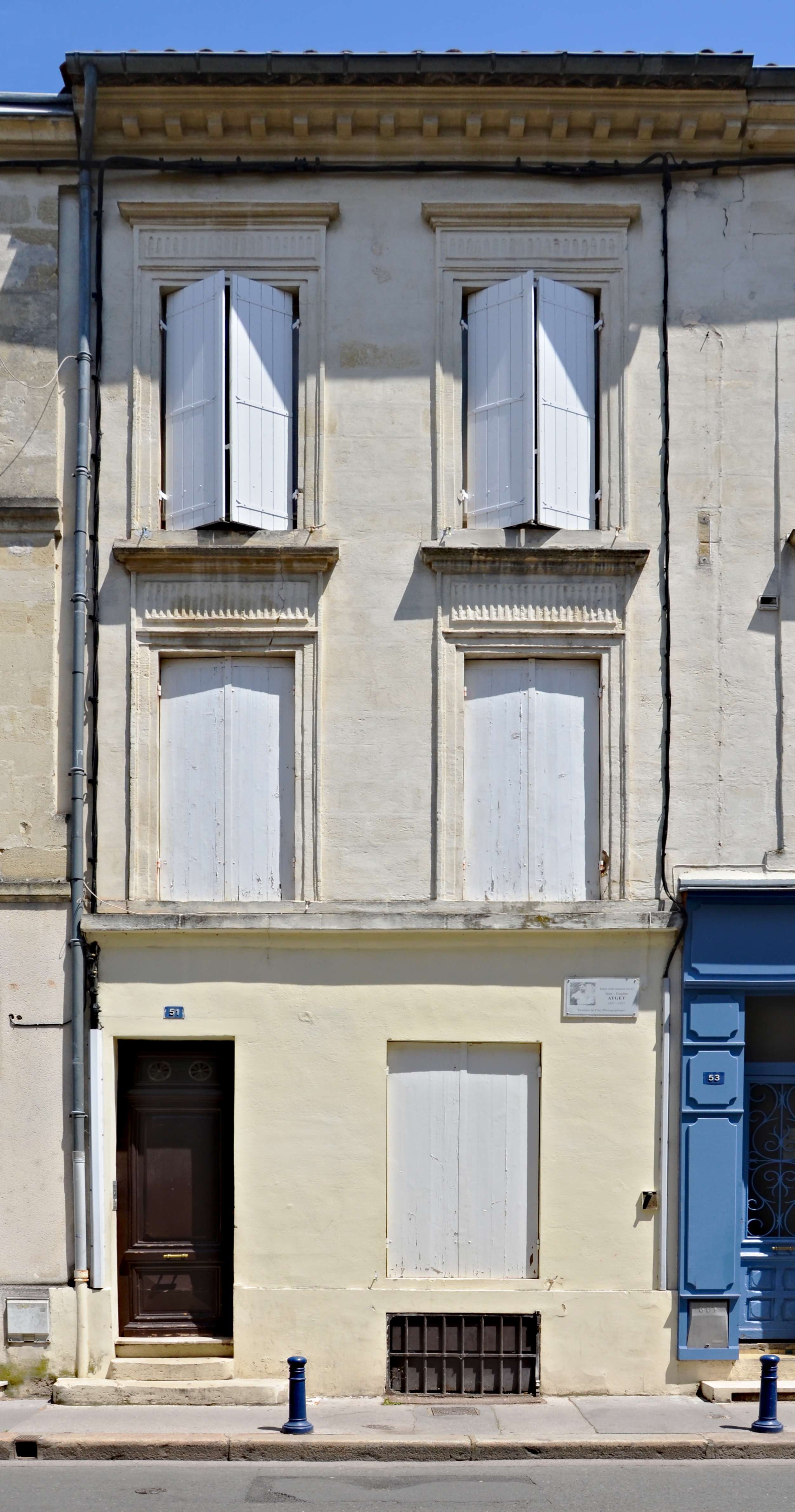
Maison natale du photographe Eugène Atget, 51 rue Clément-Thomas.

- Paul-Romain Chaperon (1808-1879), pionnier[173] du chemin de fer, ingénieur de la ligne de Strasbourg à Bâle.
- Colonel de Groulard, militaire né le 3 février 1835 († 4 décembre 1891)
- René Princeteau, artiste peintre né à Libourne le 18 juillet 1843 († juillet 1894)
- Charles-Édouard Princeteau, général de division né le 18 janvier 1807 († 24 mars 1876)
- Aimée Tessandier (1853-1923), comédienne
- Jules Roulleau (1855-1895), sculpteur
- Eugène Atget, photographe né le 12 février 1857 († 4 août 1927)
- Joseph Brisson (1857-1942), homme politique, maire de Néac, député de la Gironde de 1902 à 1906.
- Léon Duguit, magistrat et professeur d'université né le 4 février 1859 († 18 décembre 1928)
- Gabriel Combrouze (1865-1946), homme politique, maire à Saint-Émilion de 1896 à 1944, député de la Gironde de 1906 à 1924.
- Théodore Steeg, homme politique né le 19 décembre 1868 († 19 décembre 1950)
- Eugène Borrel, violoniste et musicologue né le 22 août 1876 († 19 février 1962)
- Henry Déziré (1878-1965), artiste peintre
- Fernand de Brinon[174], avocat et journaliste, agent de la collaboration française avec les nazis pendant la Seconde Guerre mondiale avec le titre d'ambassadeur de l'État français, né le 26 août 1885 († - fusillé - le 15 avril 1947).
- Joseph de Goislard de Monsabert, compagnon de la Libération, né le 30 septembre 1887 († 1981), général d'armée et homme politique.
- Louis Le Provost de Launay, homme politique.

##### XXesiècle
Par dates de naissance :
- Pierre Lewden, athlète français spécialiste du saut en hauteur né le 21 février 1901 à Libourne, († 30 avril 1989).
- Joseph Courau, (1902-1981), syndicaliste français, président de la FNSEA de 1946 à 1949 y est né.
- Ivan Peychès, membre de l'Institut (Académie des Sciences) né le 2 février 1906 († 30 septembre 1978).
- Jean Carbonnier, juriste et professeur de droit né le 20 avril 1908 († 28 octobre 2003).
- Jean Freustié, romancier né le 3 octobre 1914 († 1983).
- René Gatissou, compagnon de la Libération, résistant français né le 13 mai 1915 († 13 février 2012).
- Pierre Gaspard-Huit, cinéaste, réalisateur et scénariste, né le 29 novembre 1917 et mort le 1er mai 2017 à Paris.
- Jacques de Folin, ambassadeur, né à Libourne le 11 avril 1919 († en mars 1998).
- Jean Madiran, journaliste et essayiste d'orientation nationaliste et catholique traditionaliste né le 14 juin 1920 († 31 juillet 2013).
- René Coicaud, escrimeur, né à Libourne le 25 août 1927 († 1er octobre 2000).
- Jean-Marie Londeix, saxophoniste et pédagogue né le 20 septembre 1932.
- Jean-Didier Vincent, neuropsychiatre et neurobiologiste, membre de l'Institut (Académie des Sciences), membre de l'Académie de médecine né à Libourne le 7 juin 1935 († 4 décembre 2024).
- Alain Labrousse, journaliste, sociologue et géopoliticien, né le 19 février 1937 († 6 juillet 2016)
- Jean-René Fourtou, homme d'affaires né le 20 juin 1939.
- Jacques Soppelsa, né à Libourne le 10 juin 1943, universitaire français, spécialiste de la géopolitique et ancien président de la fédération française de rugby à XIII.
- Jean-Pierre Martinet (1944-1993), écrivain.
- Georges Friedenkraft (1945), poète et écrivain français.
- William Leymergie, animateur et producteur de télévision né le 4 février 1947.
- Michel Rolland, œnologue né le 24 décembre 1947.
- Nicolas Grimal, né le 13 novembre 1948, historien, archéologue et égyptologue, professeur au Collège de France et secrétaire perpétuel de l'Académie des inscriptions et belles-lettres.
- Noël Mamère, homme politique et journaliste né le 25 décembre 1948.
- Alain David, homme politique né le 2 juin 1949.
- Christian Manon, acteur né le 5 janvier 1950.
- Jean Mamère, journaliste né le 8 mai 1951, († 26 août 1995).
- Christine Cicot, judoka française championne du monde et médaillée olympique, né le 10 septembre 1964.
- Isabelle Glaude, née le 2 septembre 1966, championne de France d’aviron.
- Doriand, chanteur né le 4 mai 1972.
- Yannick Quesnel (1973-), footballeur jouant au poste de gardien de but.
- Juliette Danion, née le 7 juillet 1981, est une grimpeuse française.
- Mickaël Delage, coureur cycliste né le 6 août 1985.
- Kevin Boulogne, joueur de rugby à XV né le 19 mars 1986
- Jean-Baptiste Dubourg, pilote automobile né le 17 août 1987
- Benoît Michel, acteur français né le 12 juin 1988.
- Florian Latorre, pilote automobile né le 24 avril 1997.

#### Décédés à Libourne
- Gaston de Foix (1444-1470), prince héritier de Navarre.
- Jacques Pierre Louis Puthod (1769-1837), général des armées de la République et de l'Empire, y est décédé.
- Bernard de Susbielle (1808-1893), général de division.
- Julien Vinson (1843-1926), linguiste
- François Mouly (1846-1886), sculpteur.
- Jacques Fitamant (1905-1980), militaire puis artisan, compagnon de la Libération.
- Pierre Troquereau (1914-1991), vétérinaire, compagnon de la Libération.

### Héraldique
| Armes | Les armes de Libourne se blasonnent ainsi : D'azur au vaisseau équipé d'argent, les voiles ferlées, voguant sur des ondes du même mouvant de la pointe, les trois mâts sommés chacun d'une fleur de lys d'or, les ondes chargées d'un croissant de sable. En 1462, Louis XI vint à Libourne où il reçut un accueil des plus chaleureux. En signe de reconnaissance, il concéda à la ville le droit de surmonter d’une fleur de lys chacun des mâts du vaisseau que portaient les armes de la ville. Les voiles doivent être ferlées, c'est-à-dire roulées et attachées sur les vergues, en guise d'hommage au roi. Le croissant symbolise la confluence de l'Isle et de la Dordogne et rappelle également que la ville est filleule de Bordeaux (qui porte également un croissant en pointe sur son blason). La devise latine de la ville est « INSULA LIBURNIUM DURANIUS » (Libourne entre l'Isle et la Dordogne). |